# Première dame
Ne doit pas être confondu avec Prima donna ou Primera dama.
Pour l’article homonyme, voir First Lady (film).

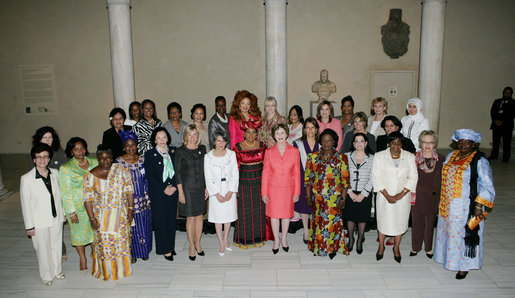
Les Premières dames de 36 pays réunies au Metropolitan Museum of Art de New York, le 22 septembre 2008.

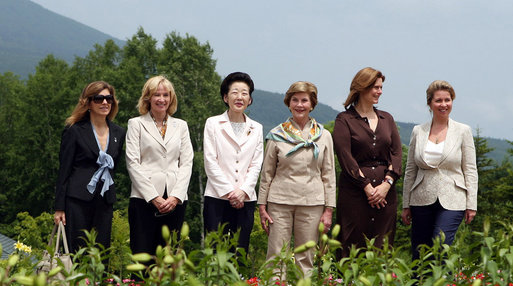
« Photographie de famille » de six Premières dames lors du du G8 au Japon, en juillet 2008. De gauche à droite : Margarida Sousa l’épouse du président de la Commission européenne, Laureen Harper l'épouse du Premier ministre canadien, Kiyoko Fukuda l'épouse du Premier ministre japonais, Laura Bush la Première dame américaine, Sarah Brown l'épouse du Premier ministre britannique et Svetlana Medvedeva la Première dame russe.

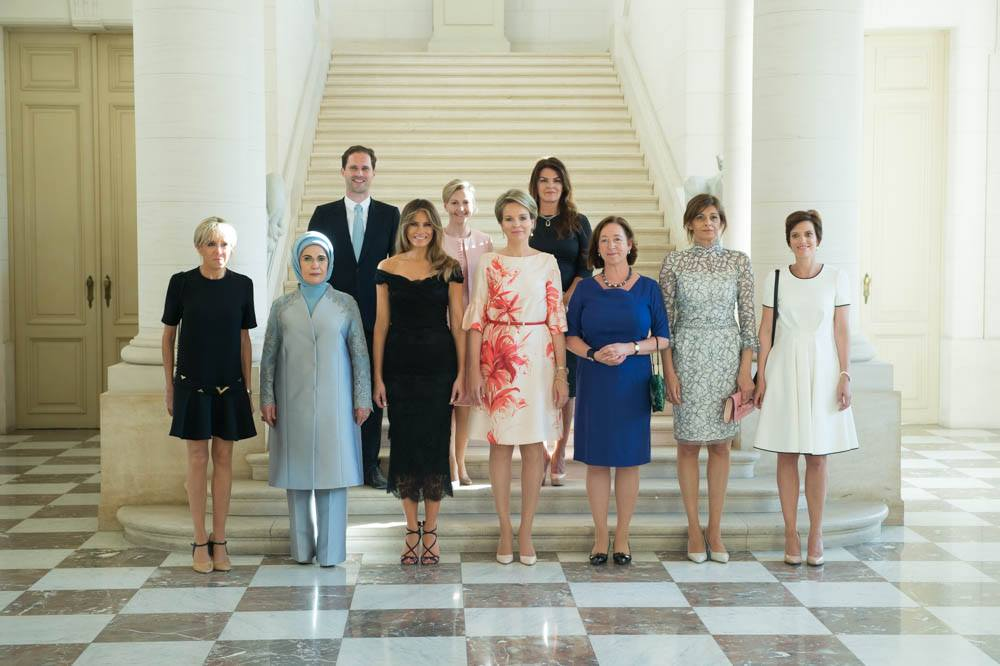
Les conjoints de plusieurs chefs d'État de pays membres de l'OTAN, en mai 2017 au château royal de Laeken en Belgique. Au premier rang, de gauche à droite : la Première dame française Brigitte Macron, la Première dame turque Emine Erdoğan, la Première dame américaine Melania Trump, la reine Mathilde de Belgique (centre), l'ambassadrice de Norvège en Belgique et épouse du secrétaire de l'OTAN Ingrid Schulerud, la Première dame bulgare Desislava Radeva et la compagne du président du Conseil européen Amélie Derbaudrenghien. Au second rang (de gauche à droite) : Gauthier Destenay, mari du Premier ministre luxembourgeois, l'épouse du Premier ministre slovène Mojca Stropnik (centre) et l'épouse du Premier ministre islandais Thora Margret Baldvinsdottir.

On appelle de manière générale Première dame l'épouse d'un chef d'État ou de gouvernement.
À l'origine, il concernait uniquement la Première dame des États-Unis (en anglais « First Lady »), laquelle, en tant que conjointe du président américain assuma très tôt un rang protocolaire précis. Au cours du XXe siècle, avec le nombre grandissant de démocraties parlementaires, les épouses des présidents n'ont d'abord pas eu de titre défini, bien que le protocole leur garantissait une place lors des réceptions officielles, calquant en cela le modèle qui prévalait dans les monarchies avec les reines consorts. Au fur et à mesure, s'inspirant du modèle américain, la presse à sensation a adopté le terme de « Première dame », sans pour autant que celui-ci ait une réalité officielle et que donc les États soient effectivement responsables. La plupart du temps, l'épouse d'un chef d'État n’est donc invitée qu'en tant que conjointe, bien que certains pays emploient officiellement le terme de « Première dame ». Pourtant le président français Sarkozy réserva, sans motif public clair, un bureau et des conseillers à sa deuxième épouse, qui jouait un rôle officieux d'attachée de communication et fut même accompagnatrice de certaines missions diplomatiques demi-secrètes.[réf. nécessaire] Le rôle accru des médias et la peopolisation de la vie politique a depuis néanmoins beaucoup accru ce qui s'apparente davantage à un rôle public.
À la fin du XXe siècle, où un plus grand nombre de femmes accèdent au pouvoir et où l'homosexualité est mieux tolérée, s'est posée la question de savoir comment désigner l'époux d'une cheffe d'État, ou d'un chef d'État homosexuel : l'expression de « Premier monsieur » est ainsi parfois employé pour celui-ci, de même que celle de « Premier gentilhomme » (calque de l'anglais First Gentleman, où gentleman est un équivalent masculin de lady)[réf. nécessaire].
Il n'existe pas de définition arrêtée du rôle de la Première dame, cette institution n'étant officielle que dans un nombre réduit de pays. Néanmoins, celle-ci bénéficie généralement d'une équipe au sein de l'administration présidentielle, et mène des actions relativement encadrées, ayant trait notamment à l'humanitaire, la santé ou l'éducation. Elles sont également présentes lors des dîners et réceptions officielles et dans la plupart des voyages d'État, étant même associées aux sommets internationaux où des programmes spéciaux sont prévues pour elles. Si officiellement leur statut n'est pas une fonction publique officielle, certaines Premières dames ont néanmoins participé à prendre des décisions, à faire campagne pour leur mari, à jouer de leur image pour servir celui-ci, voire pour certaines à mener une vie politique indépendante en parallèle ou après le départ du pouvoir de leur conjoint. Evita Perón était un élément clé du dispositif politique du péronisme.

## Historique

### Des monarchies aux États-Unis

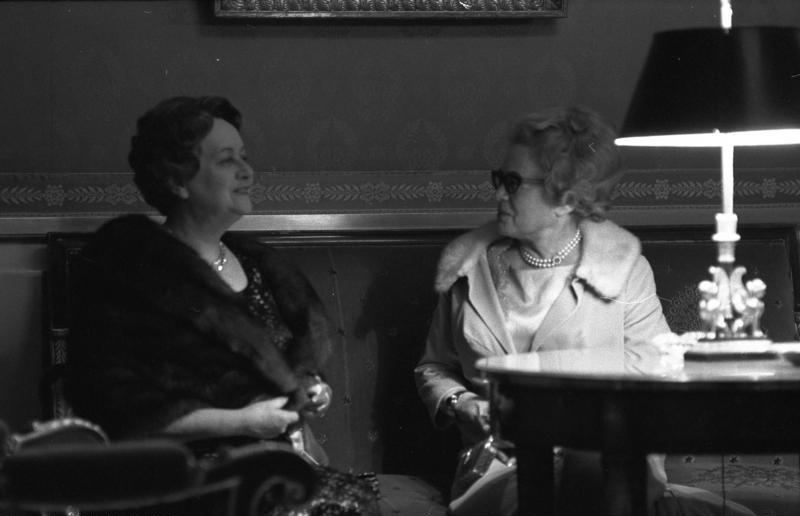
Les Premières dames Yvonne de Gaulle (France) et Wilhelmine Lübke (Allemagne de l'Ouest) en 1968.

Le terme « Première dame » désignerait historiquement le premier personnage féminin dans l'ordre protocolaire monarchique, par exemple : l'impératrice, la régente ou bien l'épouse du souverain, par exemple en France celle de Louis XIV, Françoise d'Aubigny,,. Elle peut avoir des attributions protocolaires, même si elle ne dispose généralement[réf. souhaitée] d'aucun titre officiel. En monarchie, le prince ou la princesse consort — qui est conjoint mais qui ne règne pas — est l'équivalent[réf. souhaitée] de la Première Dame.
Lors de la création des États-Unis, à la fin du XVIIIe siècle, les rédacteurs du protocole de la Maison-Blanche empruntèrent[réf. souhaitée] à la monarchie britannique le terme pour désigner par « First Lady » l'épouse du président des États-Unis d'Amérique et lui octroyer un titre officiel, bien qu'il ne soit pas inscrit dans la Constitution. La loi du 2 novembre 1978, sous la présidence de Jimmy Carter, accorde à la Première dame une équipe de 12 personnes comprenant un chef de cabinet, un attaché de presse ou encore un conseiller spécial).
« Première dame » n'est généralement pas un titre officiel pour les autres républiques que les États-Unis, les conjoints n'ayant ni titre ni mandat électif, bien que ceux-ci soient régulièrement[réf. souhaitée] conviés aux rencontres diplomatiques. Avec le temps, les chefs d'État se succédant, [Quand ?] et par abus de langage[réf. souhaitée], le terme « Première dame » fut utilisé pour désigner la conjointe de tout chef d'État (ou chef de gouvernement en régime parlementaire) qu'elle dispose ou non d'attributions protocolaires.
En France, l'appellation de « Première dame » n'est pas officielle et le protocole du palais de l'Élysée ne reconnaît pas officiellement la conjointe, bien qu'elle soit conviée aux réceptions et déplacements officiels. En effet, cela fait partie de la « tradition républicaine ». Néanmoins, depuis Danielle Mitterrand, Première dame de 1981 à 1995, la conjointe du président dispose d'avantages en nature (bureau, cabinet, secrétariat et services généraux), mais le détail du budget de la présidence n'est pas rendu public pour favoriser son indépendance. Les services de presse de la présidence et les médias en général favorisent[réf. souhaitée] la mise en lumière de la conjointe du président.

### Quand ce n'est pas l'épouse

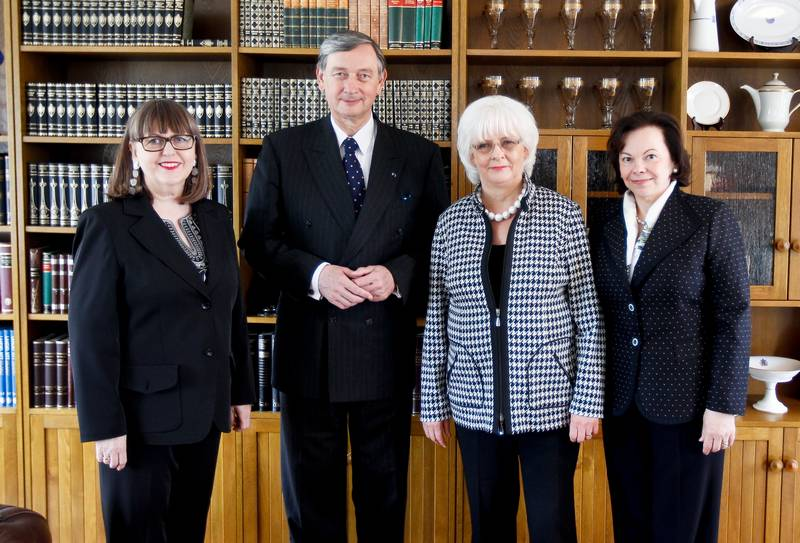
Jóhanna Sigurðardóttir, Première ministre d’Islande (troisième en partant de la gauche), accompagnée de son épouse Jónína Leósdóttir (à gauche) lors d’une visite officielle en Slovénie, rencontrant le président slovène Danilo Türk et sa femme Barbara, en mai 2011.

La Première dame n’est pas toujours[réf. souhaitée] l'épouse du chef de l’État en titre. Dans certaines monarchie, l'épouse du Premier ministre est parfois[réf. souhaitée] désignée par ce terme. Dans le cas où le président n’a pas d'épouse, que celle-ci ne souhaite pas porter cette charge ou qu’elle soit décédée, c’est un autre membre de sa famille qui est responsable, par exemple Madame Nhu au Vietnam dans les années 1950 et 1960 alors que son beau-frère Ngô Đình Diệm était président[réf. souhaitée], ou Keiko Fujimori au Pérou sous le mandat de son père Alberto Fujimori dans les années 1990. La présidente de Corée du Sud Park Geun-hye a joué le rôle[réf. souhaitée] de Première dame de Corée sous la présidence de son père Park Chung-hee, après l'assassinat en 1974 de l'épouse de celui-ci et mère de Geun-hye. En Italie, si le président de la République est veuf et s'il a une fille, cette dernière est conviée à accompagner le chef de l'État pour les grandes occasions ; c'est le cas de l'actuelle Première dame italienne, Laura Mattarella.
En France, Valérie Trierweiler, compagne non mariée du président François Hollande, était qualifiée de Première dame de France, jusqu'à leur séparation en janvier 2014 ; les médias américains l’appelaient alors la « First girlfriend » (« Première petite-amie »). De toute manière en France, la qualification de Première dame n'est qu'une commodité de langage, la compagne du président n'ayant pas de rôle officiel encadré par des textes légaux.
En Allemagne, l'ancien président de la République fédérale, Joachim Gauck, était encore marié quand il fut élu en 2012 mais, étant séparé de son épouse depuis 1991, c'était sa compagne, Daniela Schadt, qui accompagnait le chef de l'État dans le cadre de ses fonctions ; c'est la première fois[réf. souhaitée] que le « couple présidentiel » n'est pas marié dans ce pays.
Les cas où le chef de l’État ou du gouvernement est une femme sont rares[réf. souhaitée] : Joachim Sauer, époux de la chancelière allemande Angela Merkel, apparaît ainsi rarement dans les médias et n’exerce pas vraiment de rôle public. Jóhanna Sigurðardóttir, Première ministre d’Islande entre 2009 et 2013 est la première cheffe de gouvernement ouvertement lesbienne ; elle vit en couple avec la femme de lettres Jónína Leósdóttir.

### Rôles et obligations

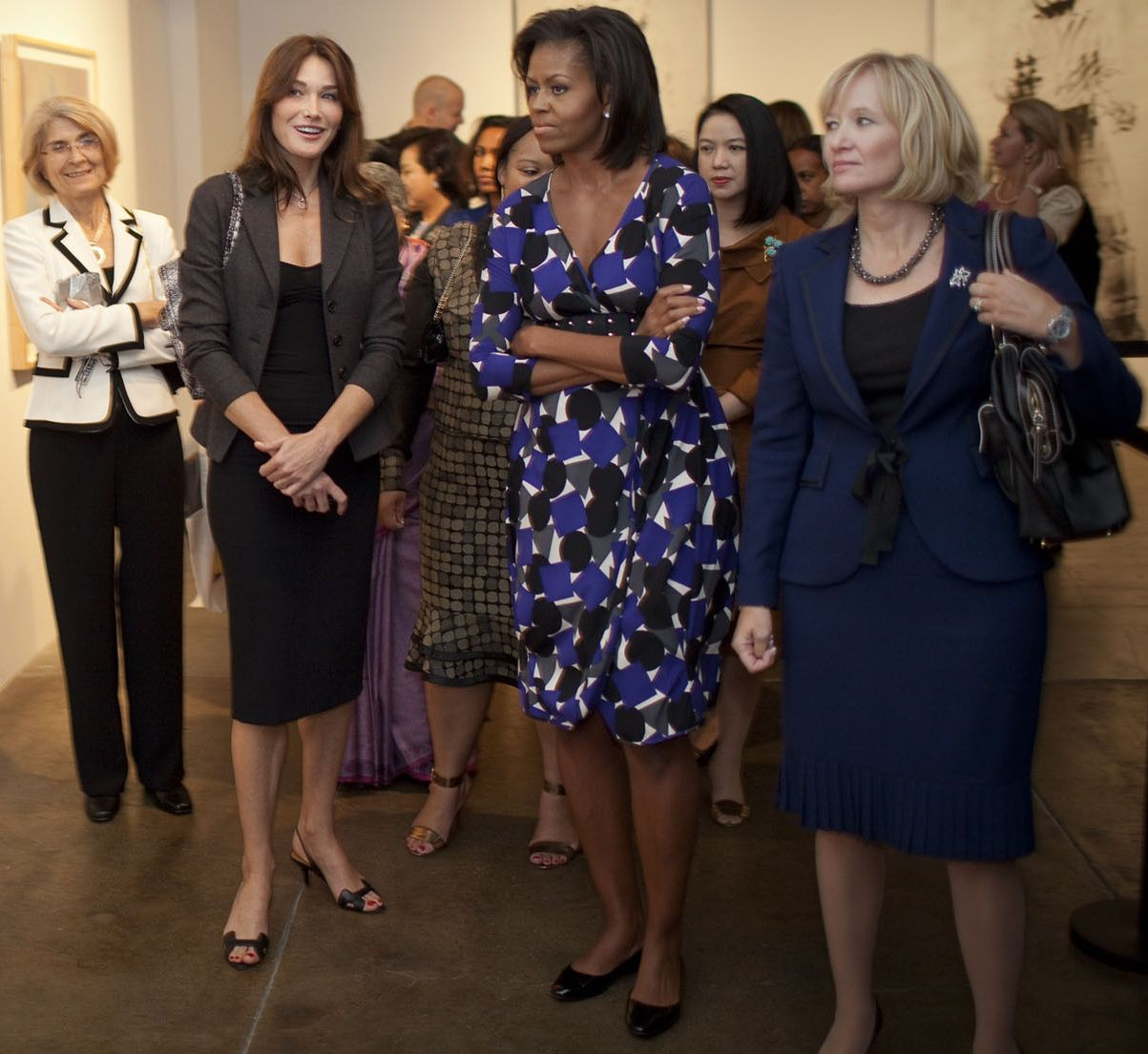
Les épouses des dirigeants du G20, dont Carla Bruni et Michelle Obama en 2009.

Il n’existe pas de définition claire du rôle des Premières dames, celui étant ou non officiel, ou non encadré par la législation en vigueur dans tel ou tel pays et dépendant du souhait de l’intéressée de remplir ce rôle[réf. souhaitée]. Néanmoins, certaines similitudes permettent de dresser une liste de ses activités :
- engagements caritatifs, défense d’associations et de bonnes œuvres, ayant souvent trait à l'humanitaire, la santé ou l'éducation ;
- création d’associations [réf. souhaitée] ;
- inauguration d’écoles, d’hôpitaux ou de centres d’aides ;
- présence lors de dîners officiels et de sommets internationaux, où un programme pour les Premières dames est parfois prévu (Denis Thatcher avait droit[Quand ?] à un programme à part lors de ces sommets[réf. nécessaire]).

Aux États-Unis, les Premières dames s'engagent généralement sur des sujets associatifs et humanitaires, comme Lady Bird Johnson sur l'environnement, Hillary Clinton sur la santé, Laura Bush sur l'éducation, ou encore Michelle Obama sur l'obésite.
Il est notable[réf. souhaitée] que les Premières dames bénéficient généralement d’un service détaché de l’administration, leur fournissant un cabinet politique, secrétaire, chauffeur et assistants. Elles ont également parfois[réf. souhaitée] un bureau dans le palais présidentiel, aux États-Unis dans la Maison-Blanche, et en France dans le salon bleu du palais de l'Élysée, depuis [Quand ?]. Il arrive qu’une rubrique sur le site Internet de la présidence leur soit dédié, ou un site propre, comme aux États-Unis, en France, en Côte d’Ivoire ou en Haïti.
La Première dame n'a aucune obligation, néanmoins, bien que son rôle ne soit pas toujours défini officiellement, elle est tenue à un certain devoir de réserve[réf. souhaitée], du moins un devoir de retenue, comme tous les conjoints de dirigeants publics. Ceci l’empêche de prendre publiquement position pour des causes contraires à la politique du président (ou du chef de gouvernement) ou à son image, quitte à en altérer la popularité[réf. souhaitée]. Par exemple, l’« affaire du Tweetgate » impliquant la Première dame Valérie Trierweiler en 2012 a suscité des tensions jusque dans le camp du président François Hollande, et amené sa compagne à se faire temporairement plus discrète, avant de s'inscrire dans la tradition du rôle de Première dame en France.
En marge des sommets internationaux, des déplacements sont parfois prévus pour les Premières dames, comme lors du sommet de l'OTAN à Bruxelles le 25 mai 2017, avec la visite d'une boutique de maroquinerie puis d'une réception au château de Laeken avec le couple royal belge. Brigitte Macron et Melania Trump y participent notamment. Pour la première fois, un homme (Gauthier Destenay, le mari du Premier ministre luxembourgeois Xavier Bettel), pose lors de la photographie des « Premières dames ».

### Influence politique

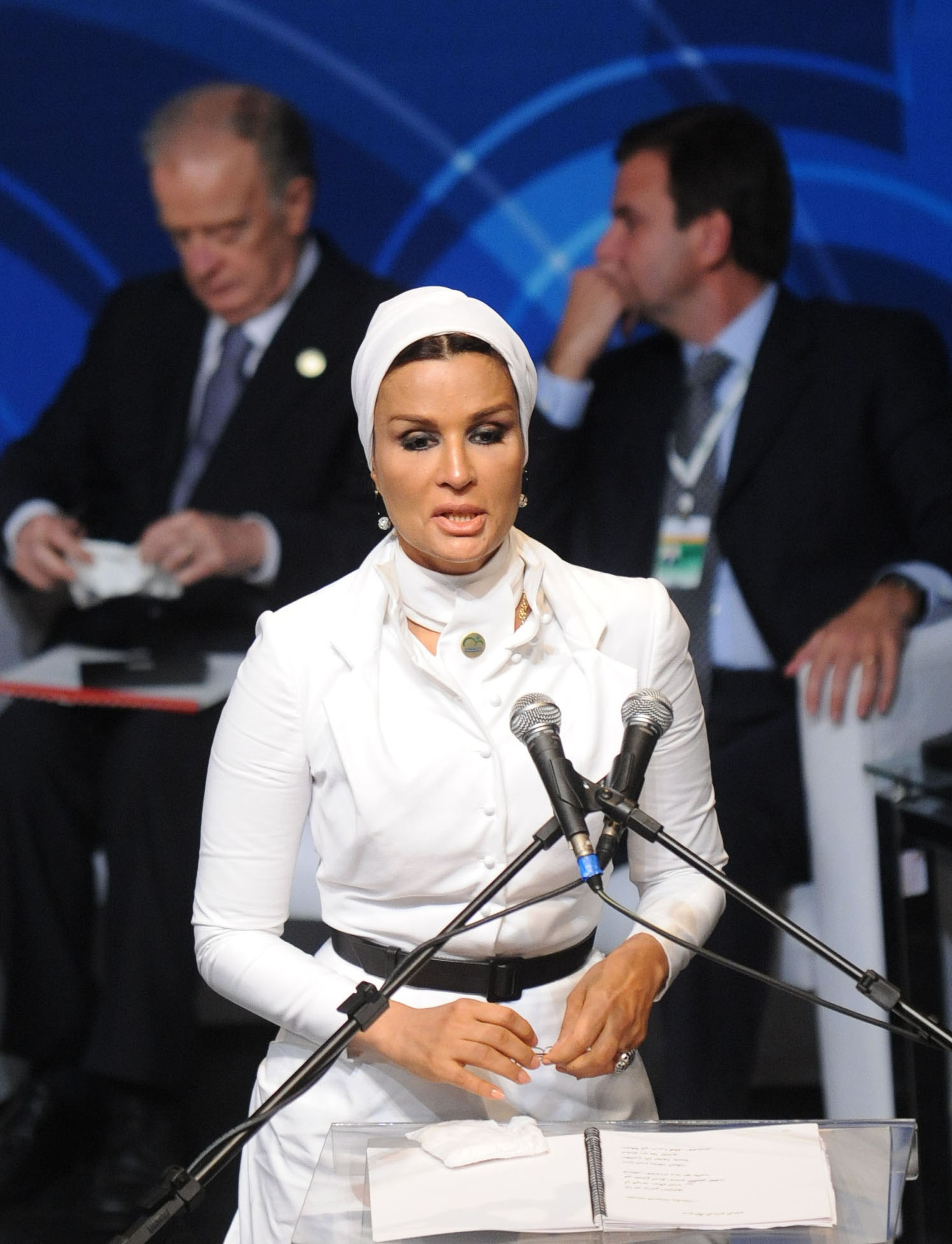
L'épouse de l’émir du Qatar Moza bint Nasser Al Missned s’exprimant à la tribune du forum annuel de l’Alliance des civilisations, à Rio de Janeiro, au Brésil, en mai 2010.

Dans de nombreux pays, les Premières dames ont eu une influence certaine[réf. souhaitée], que celles-ci soient des confidentes ou des collaboratrices de leurs époux, où qu'elles aient elles-mêmes mené auparavant une carrière politique ou aient bénéficié d'une formation universitaire poussée. Par exemple, dans les années 1990, aux États-Unis, Hillary Clinton est nommée par son époux Bill dans le groupe de conseillers de la Maison-Blanche chargés de réfléchir aux réformes du système de santé. La décennie suivante, en France, Cécilia Sarkozy travaille longtemps[Quand ?] dans les cabinets ministériels auprès de son époux Nicolas, avant de devenir brièvement, en 2008, Première dame et d'influer sur le choix de certains conseillers et ministres[réf. souhaitée]. Autre exemple, en Côte d'Ivoire, alors que son mari Laurent est président, Simone Gbagbo est députée et vice-présidente de l'Assemblée nationale[réf. souhaitée].
On prête même à cette dernière des ambitions présidentielles[réf. souhaitée], alors qu'Hillary Clinton est elle officiellement candidate à l'élection présidentielle américaine de 2008, jusqu'aux primaires où elle est défaite par Barack Obama. Dans les années 1960, sous la Chine maoïste, la Première dame Jiang Qing avait pour sa part une influence politique telle qu'elle apparaît comme une des dignitaires les plus puissantes[réf. souhaitée] du régime. En Argentine, Isabel Martínez de Perón devient présidente en 1974 après le décès de son époux Juan Perón, dont elle était à la fois Première dame et vice-présidente ; le cas se reproduit en 2007, où Cristina Fernández de Kirchner, alors sénatrice et Première dame, succède à son époux Néstor en tant que présidente, lequel devient alors le conjoint de la nouvelle chef de l'État[réf. souhaitée]. On parle alors de « couples politiques » dont les carrières ne sont pas dissociables, chacun nourrissant l'autre de son expérience et de son influence durant le mandat de l'autre ou de ses ambitions, Bill Clinton ayant par exemple beaucoup aidé[réf. souhaitée] sa femme à emporter l'investiture démocrate en 2008.
Certaines Premières dames ont une influence sur des domaines précis, par exemple Moza bint Nasser Al Missned, épouse de l’émir de Qatar, dans le monde de la culture[réf. souhaitée]. Elles interviennent parfois[réf. souhaitée] dans des grands sommets ou des meetings politiques.

## «Premières dames» célèbres

### Afghanistan
- Rula Ghani, épouse du président Ashraf Ghani, Première dame de 2014[20] à 2021.

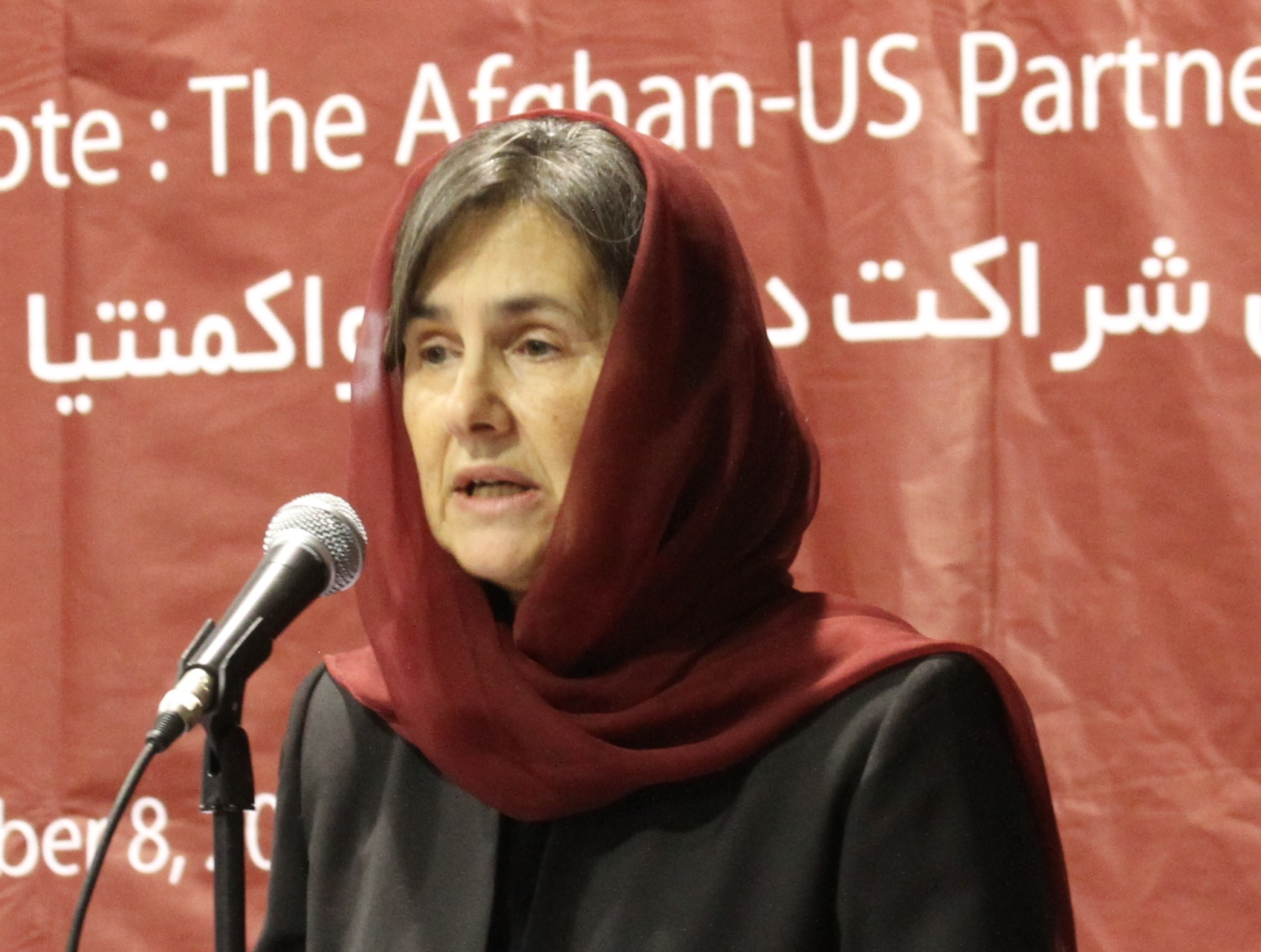

### Albanie
- Nexhmije Hoxha, épouse de Enver Hoxha, dictateur communiste entre 1945 et 1985[21].

### Allemagne
Sous le IIIe Reich (1933-1945)
- Magda Goebbels, épouse du ministre de la Propagande Joseph Goebbels est surnommée « Première dame du IIIe Reich »[22].

Sous la République fédérale d'Allemagne (depuis 1949)
- Christina Rau, épouse de Johannes Rau, président de la République fédérale d'Allemagne de 1999 à 2004
- Eva Köhler, épouse de Horst Köhler, président de la République fédérale d'Allemagne de 2004 à 2010
- Bettina Wulff, épouse de Christian Wulff, président de la République fédérale d'Allemagne de 2010 à 2012
- Daniela Schadt, compagne de Joachim Gauck, président de la République fédérale d'Allemagne de 2012 à 2017

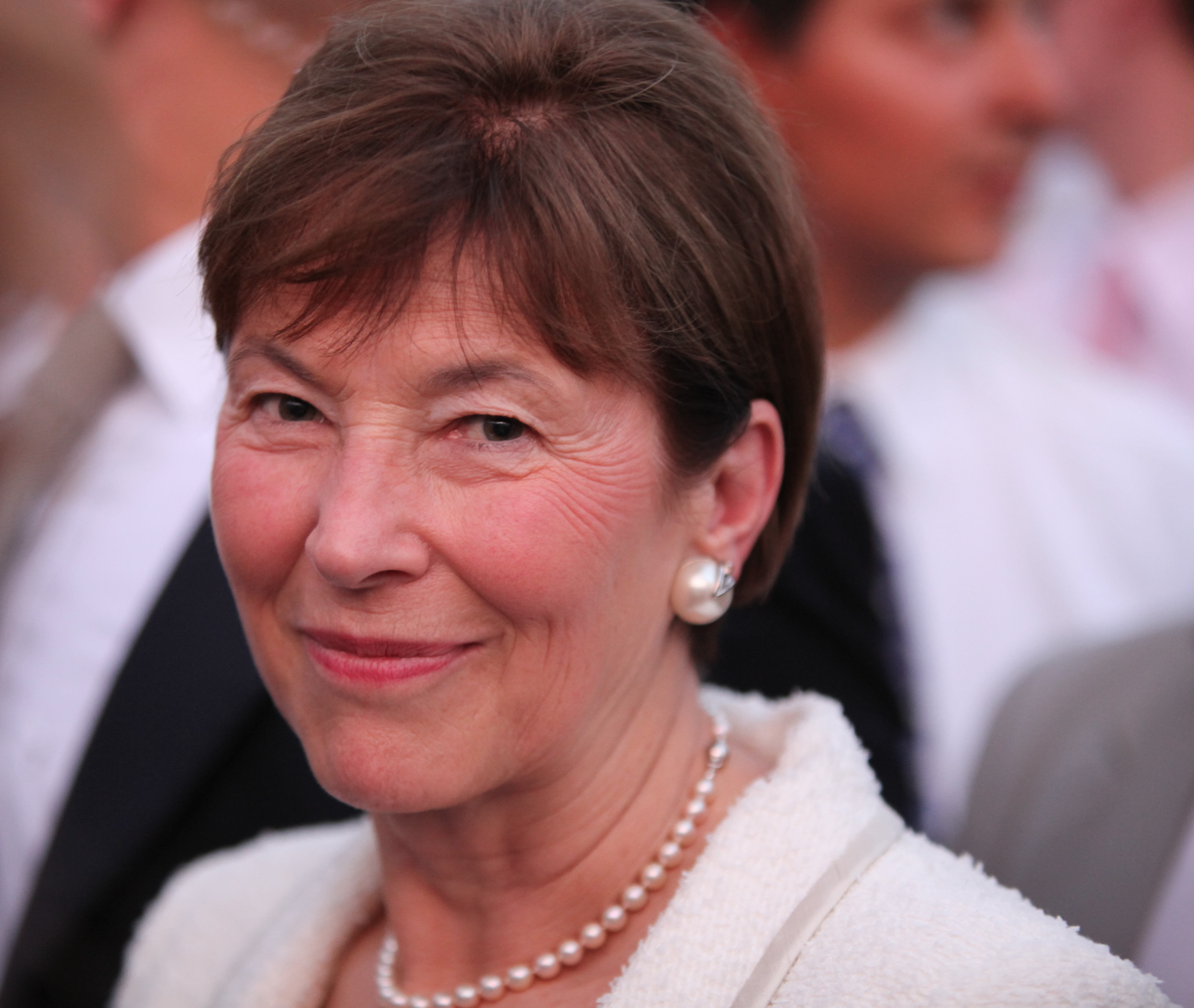
Eva Köhler
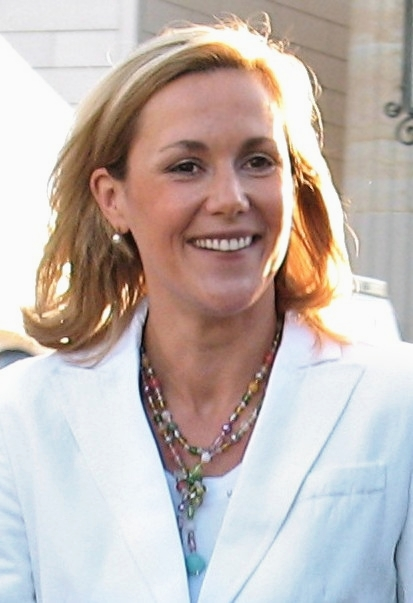
Bettina Wulff
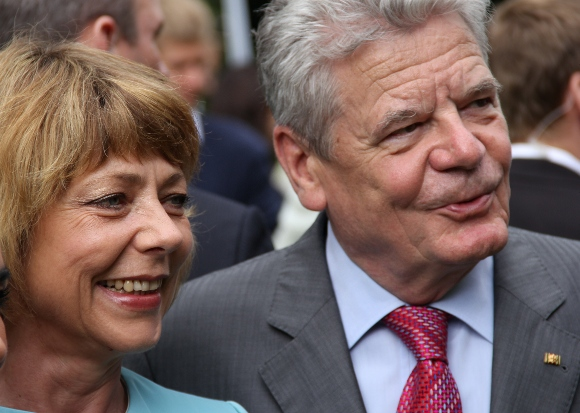
Daniela Schadt

### Argentine
- Eva Perón, épouse de Juan Perón, Première dame de 1946 à 1952[23],[24].
- Isabel Martínez de Perón, épouse de Juan Perón, Première dame de 1973 à 1974 ; elle assume la présidence de la Nation argentine entre 1974 et 1976[25].
- Cristina Fernandez de Kirchner, épouse de Nestor Kirchner (décédé en 2010) et Première dame entre 2003 et 2007 ; elle assume la présidence de la Nation argentine de 2007 à 2015.

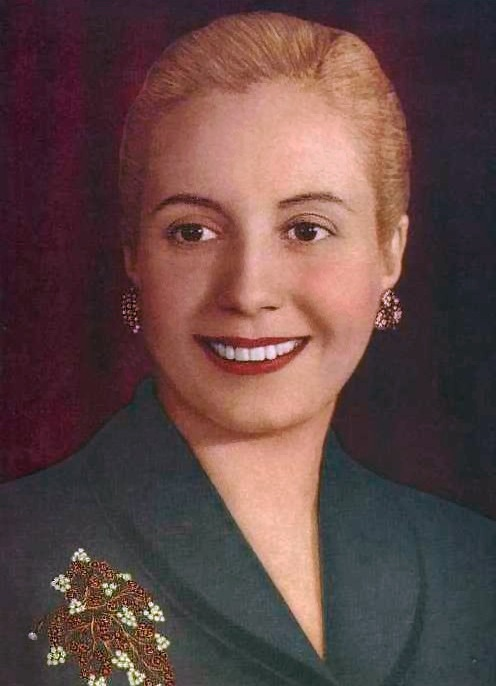
Eva Evita Perón
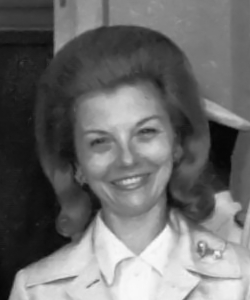
Isabel Peron
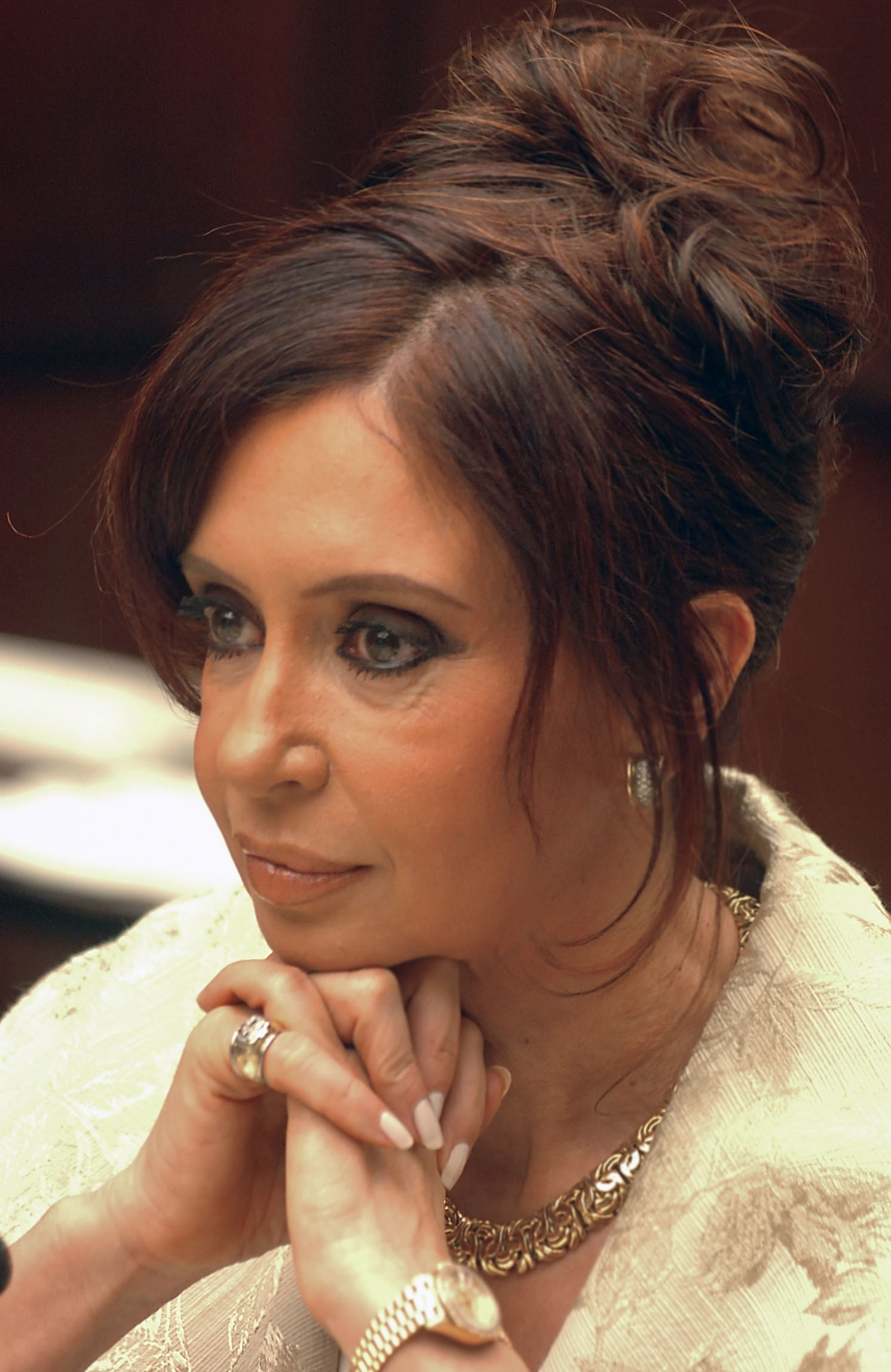
Cristina Fernández de Kirchner

### Azerbaïdjan
- Mehriban Alieva, épouse du président Ilham Aliev, Première dame depuis 2003[26].

### Burundi
- Denise Bucumi-Nkurunziza, épouse de Pierre Nkurunziza, Première dame de 2005 à 2020
- Angeline Ndayishimiye, épouse d'Évariste Ndayishimiye, Première dame depuis juin 2020.

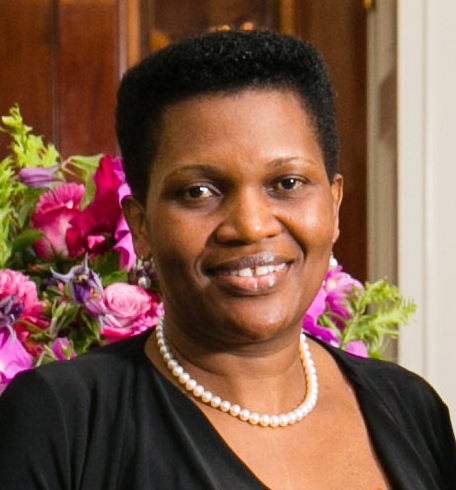
Denise Bucumi-Nkurunziza
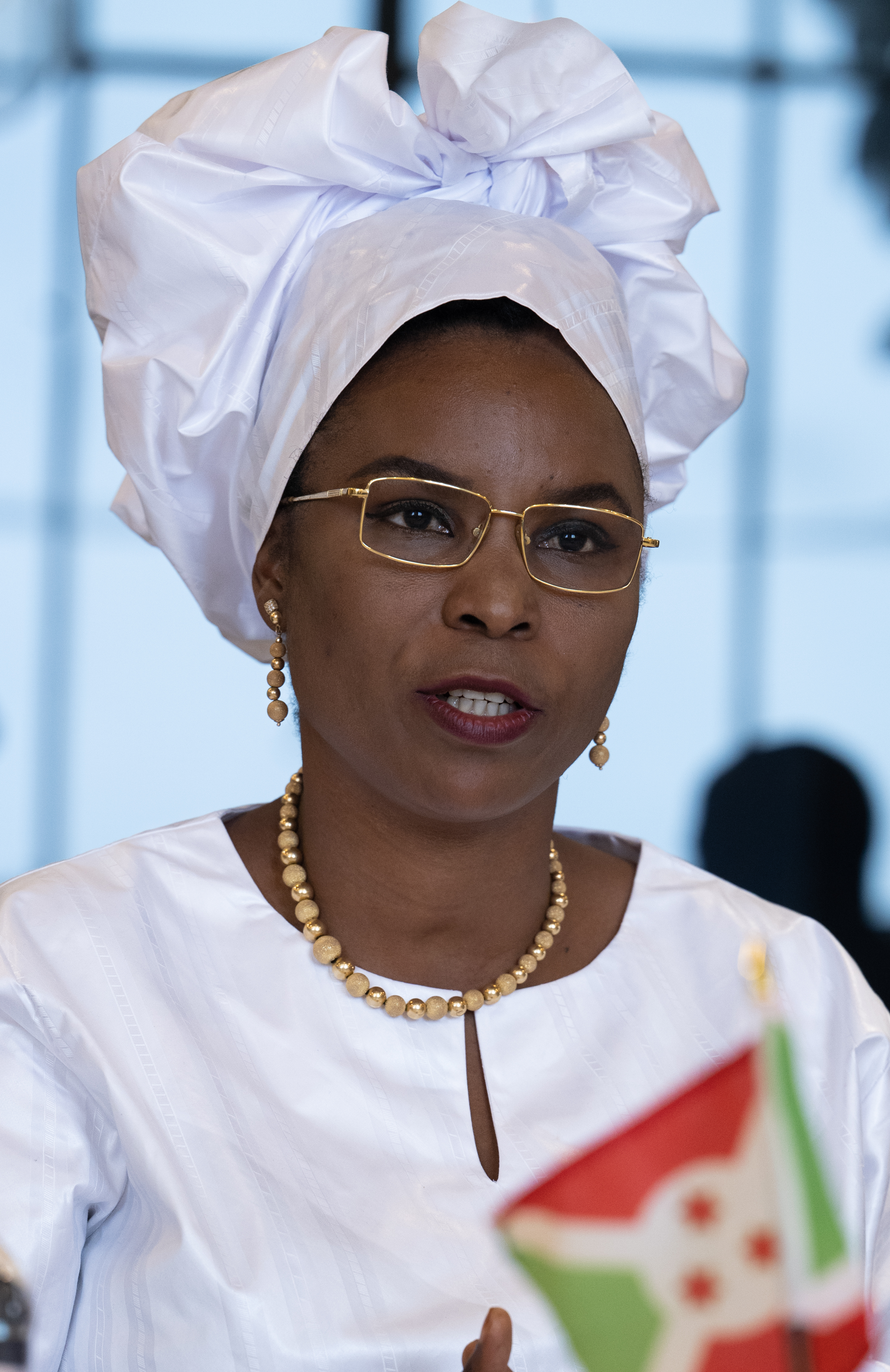
Angeline Ndayishimiye

### Cameroun
- Chantal Biya, épouse du président Paul Biya. Première dame depuis 1994[27].

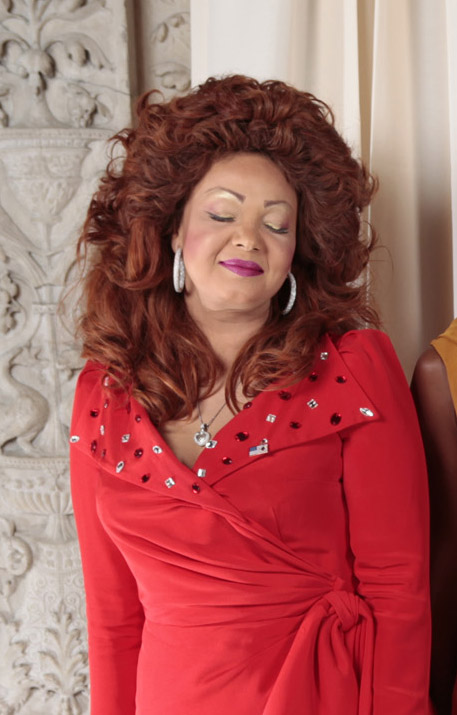
Chantal Biya

### Canada
- Margaret Trudeau

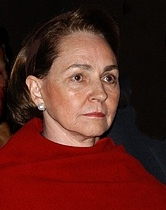
Aline Chrétien
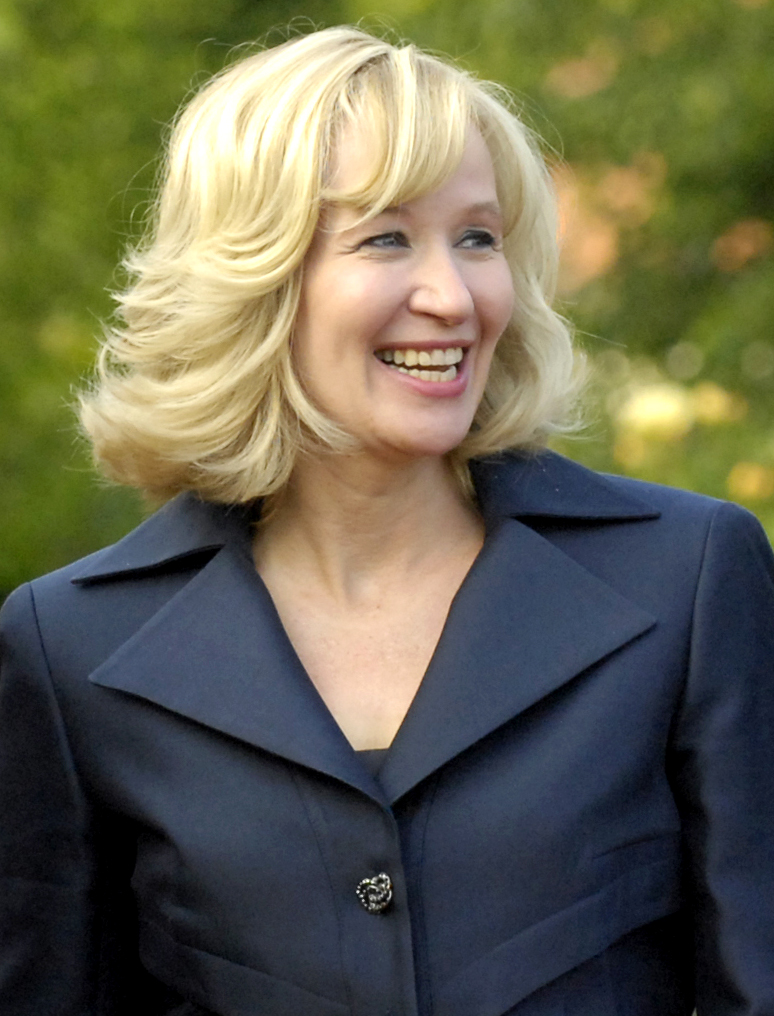
Laureen Harper
- Sophie Grégoire

- Aline Chrétien
- Laureen Harper

### Chili
- Hortensia Bussi, épouse du président Salvador Allende, président de la république du Chili de 1970 à 1973[28]
- Lucía Hiriart de Pinochet, épouse du président Augusto Pinochet, président de la république du Chili de 1973 à 1990[29]

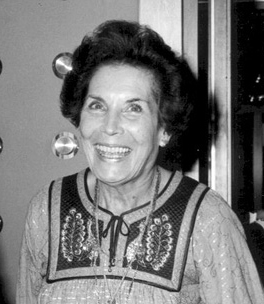
Hortensia Bussi
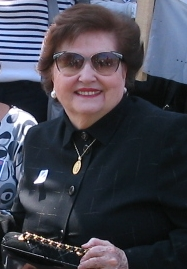
Lucía Hiriart

### Chine
Le souvenir de Jiang Qing, ancienne danseuse devenue l'épouse de Mao et responsable de nombreux crimes durant la révolution culturelle, a par la suite[Quand ?] amené à rendre les Premières dames chinoises discrètes et effacées. L'avènement de Peng Liyuan en 2013, ancienne chanteuse de renommée internationale modifie néanmoins ce statu quo.
- Jiang Qing, épouse de Mao Zedong président de la république populaire de Chine de 1954 à 1959[32].
- Wang Guangmei, épouse de Liu Shaoqi président de la république populaire de Chine de 1959 à 1968[33].
- Peng Liyuan, épouse de Xi Jinping président de la république populaire de Chine depuis 2013[34].

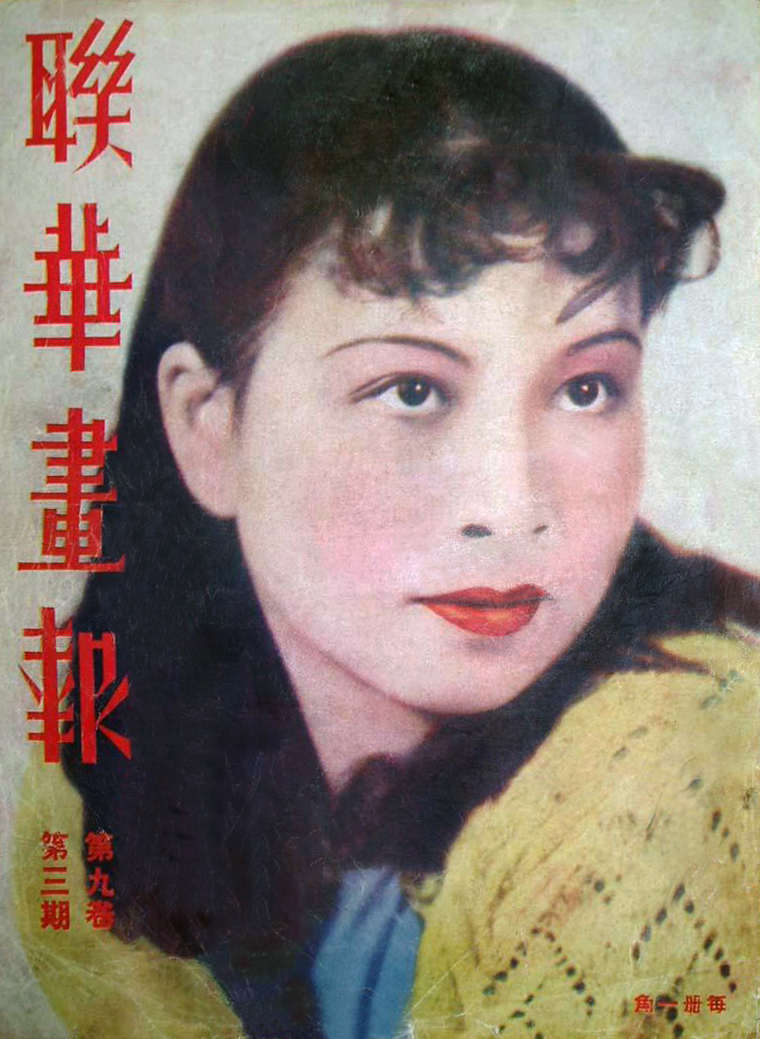
Jiang Qing
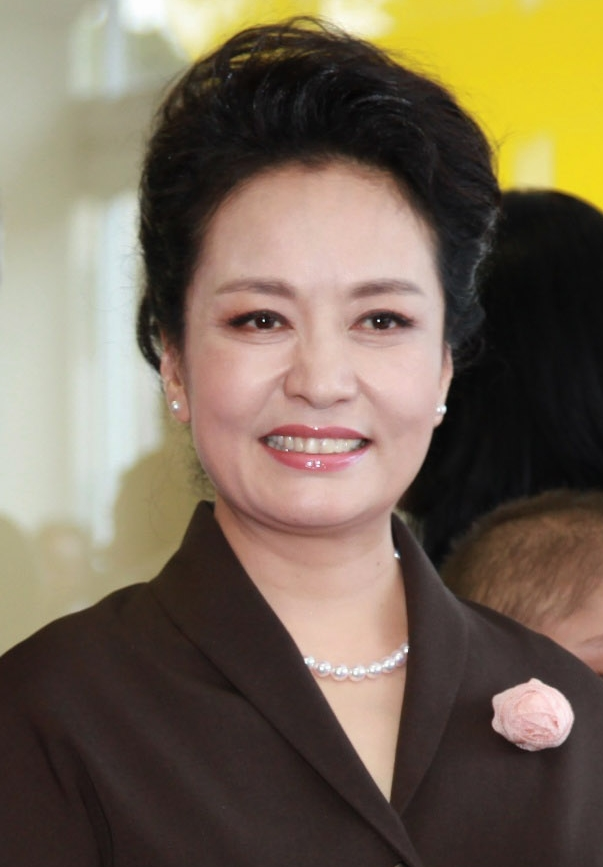
Peng Liyuan

### Colombie

#### XXesiècle
- Soledad Román de Núñez, seconde épouse de Rafael Núñez, président de la République de Colombie de 1886 à 1894, exerça une grande influence pendant le gouvernement de son mari.
- Lorenza Villegas de Santos, épouse de Eduardo Santos, président de la République de Colombie de 1938 à 1942
- Bertha Hernández de Ospina, épouse de Mariano Ospina Pérez, président de la République de Colombie de 1946 à 1950, elle s'est distinguée par être suffragiste et première femme présidente d'un parti politique en Colombie.

#### XXIesiècle
- María Clemencia de Santos, épouse de Juan Manuel Santos, président de la République de Colombie de 2010 à 2018
- María Juliana Ruiz, épouse d'Iván Duque, président de la République de Colombie de 2018 à 2022
- Verónica Alcocer, épouse de Gustavo Petro, président de la République de Colombie depuis 2022

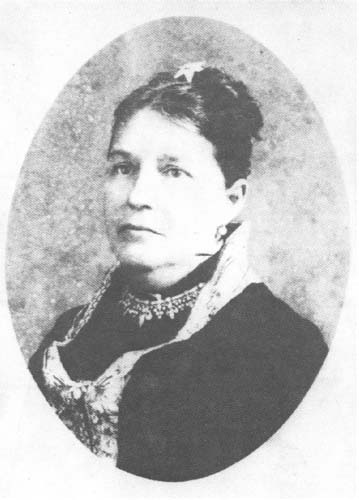
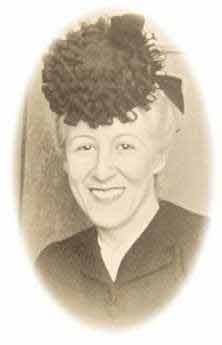
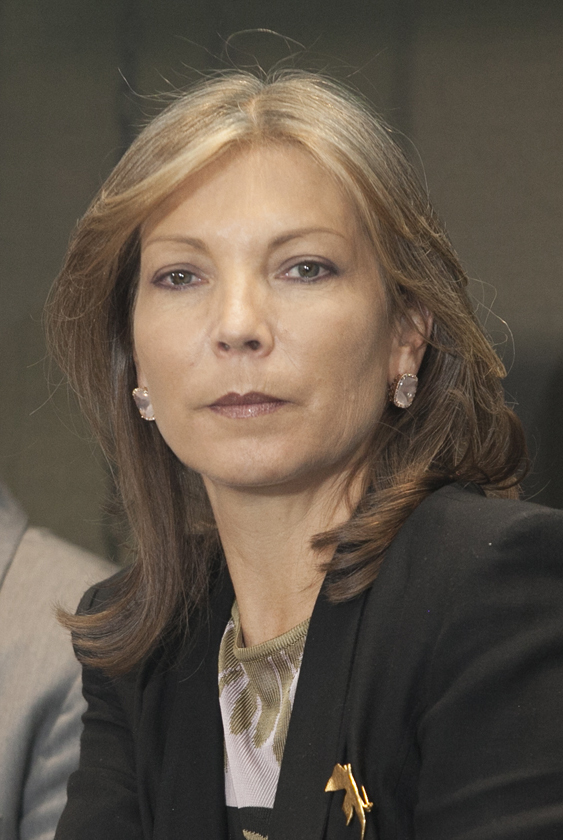
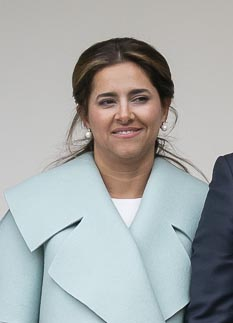

### Corée du Nord
- Ri-Sol Ju, épouse de Kim Jong-un depuis 2012[35].

### Côte d'Ivoire
depuis 2000
- Simone Gbagbo, épouse de Laurent Gbagbo, président de la république de Côte d'Ivoire de 2000 à 2010[36]
- Dominique Ouattara, épouse d'Alassane Ouattara, président de la république de Côte d'Ivoire depuis 2010[37]

Simone Gbagbo
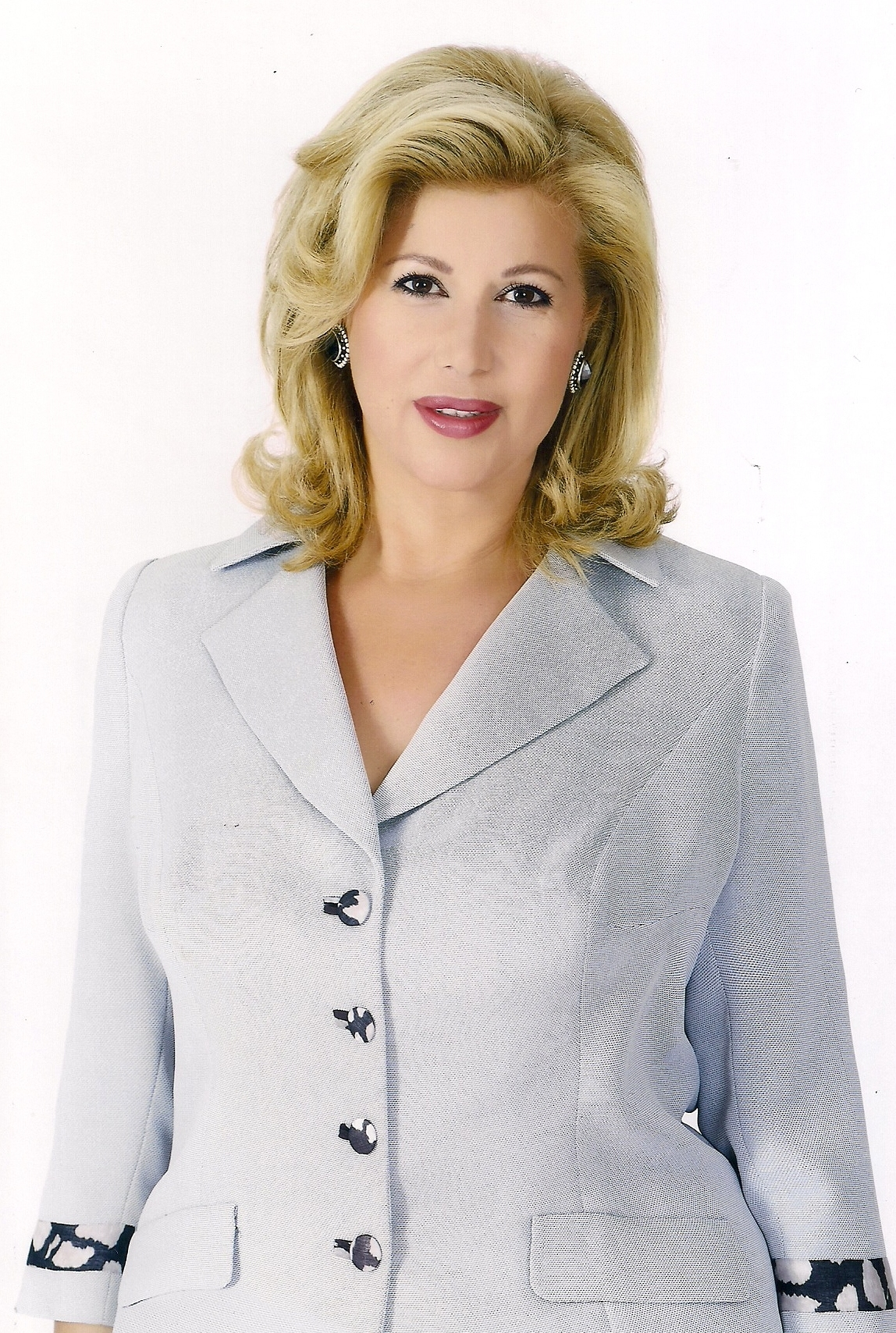
Dominique Ouattara

### Égypte
- Tahia Kazem, épouse de Gamal Abdel Nasser, président de la république d'Égypte de 1956 à 1970[38]
- Jihane el-Sadate, épouse d'Anouar el-Sadate, président de la république arabe d'Égypte de 1970 à 1981[39]
- Suzanne Suzie Moubarak, épouse de Mohammed Hosni Moubarak, président de la république arabe d'Égypte de 1981 à 2011[40]

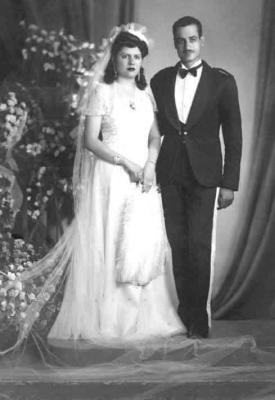
Tahia Kazem
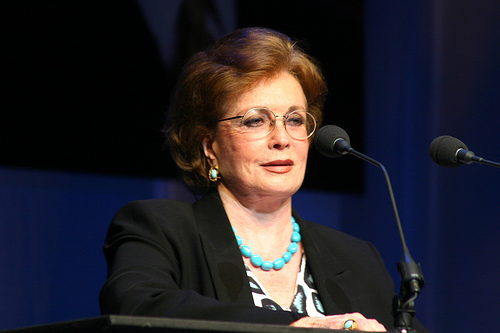
Jihane el-Sadate
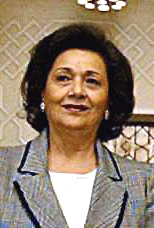
Suzanne Moubarak

### Espagne
- Carmen Polo, épouse de Francisco Franco, chef de l'État espagnol de 1939 à 1975[41]

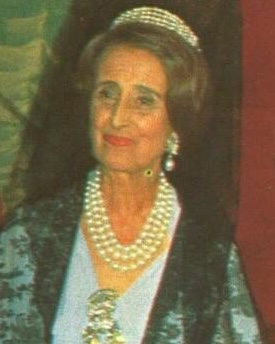
Carmen Polo

### États-Unis

#### XXesiècle
- Eleanor Roosevelt, épouse de Franklin Delano Roosevelt, président des États-Unis de 1933 à 1945, elle soutint le mouvement des droits civiques aux États-Unis, et s'opposa à la discrimination raciale[42].
- Jackie Kennedy, épouse de John F. Kennedy, président des États-Unis de 1961 à 1963, elle était à côté de son époux[43] lorsque celui-ci fut assassiné en novembre 1963 dans sa voiture décapotable, à Dallas, au Texas.
- Lady Bird Johnson, épouse de Lyndon B. Johnson, président des États-Unis de 1963 à 1969 ; son mari est devenu président après l'assassinat de Kennedy.
- Pat Nixon, épouse de Richard Nixon, président des États-Unis de 1969 à 1974 ; son mari a été contraint de démissionner après l'éclatement du scandale du Watergate.
- Rosalynn Carter, épouse de Jimmy Carter, président des États-Unis de 1977 à 1981; elle est décédée en 2023 à l'âge de 96 ans. Cela fait d'elle la deuxième première dame la plus âgée après Bess Truman, qui a vécu jusqu'à 97 ans.
- Nancy Reagan, épouse de Ronald Reagan, président des États-Unis de 1981 à 1989 ; ancienne actrice[44], elle fut la seconde épouse de Ronald Reagan, marié (puis divorcé) entre 1940 et 1948 à l'actrice Jane Wyman[45].
- Hillary Clinton, épouse de Bill Clinton, président des États-Unis de 1993 à 2001, elle fut secrétaire d'État des États-Unis de 2009 à 2013[46].

#### XXIesiècle
- Laura Bush, épouse de George W. Bush, président des États-Unis de 2001 à 2009[47]
- Michelle Obama, épouse de Barack Obama, président des États-Unis de 2009 à 2017[48]
- Melania Trump, épouse de Donald Trump, président des États-Unis de 2017 à 2021 et depuis le 20 janvier 2025
- Jill Biden, épouse de Joe Biden, président des États-Unis de 2021 à 2025

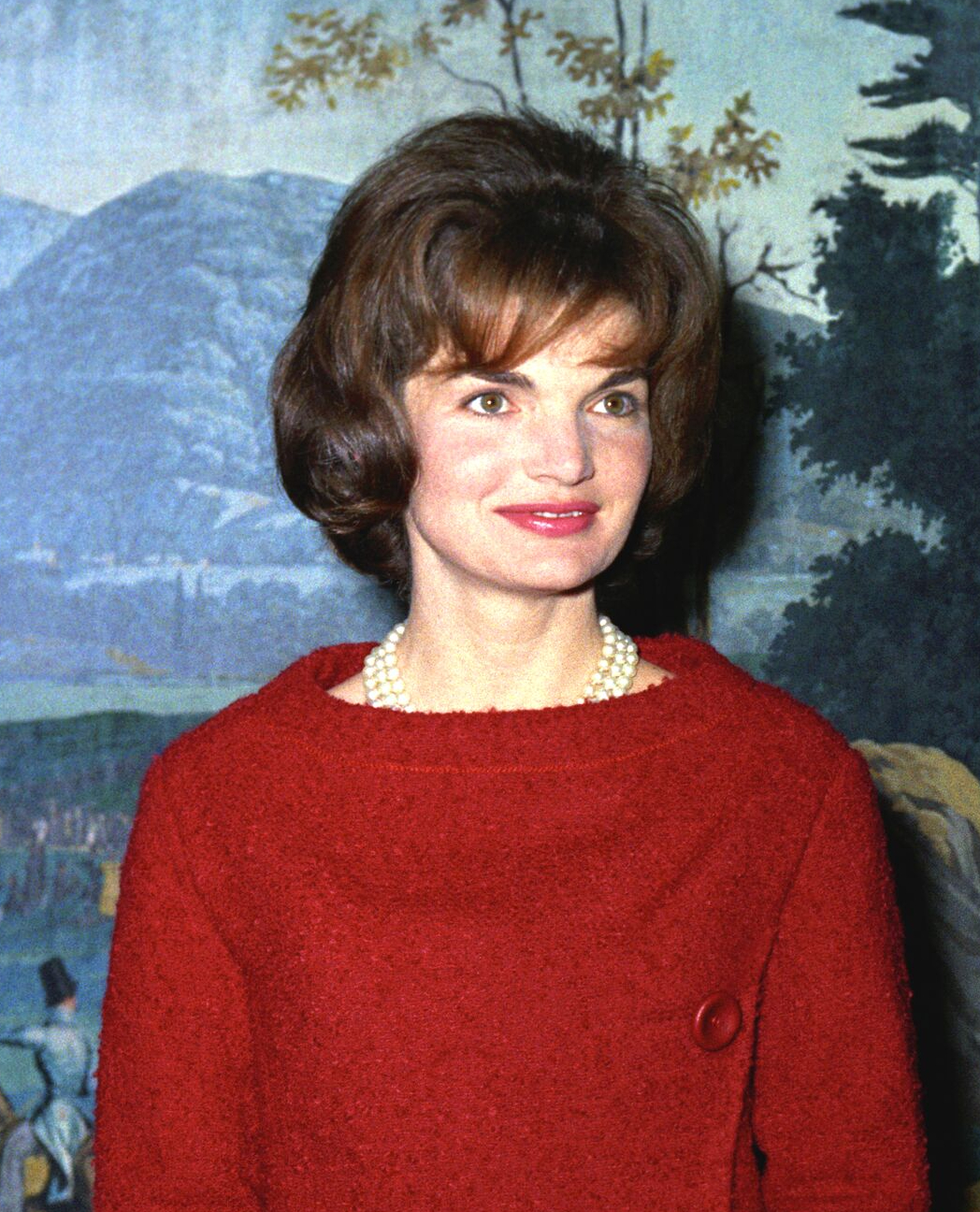
Jackie Kennedy
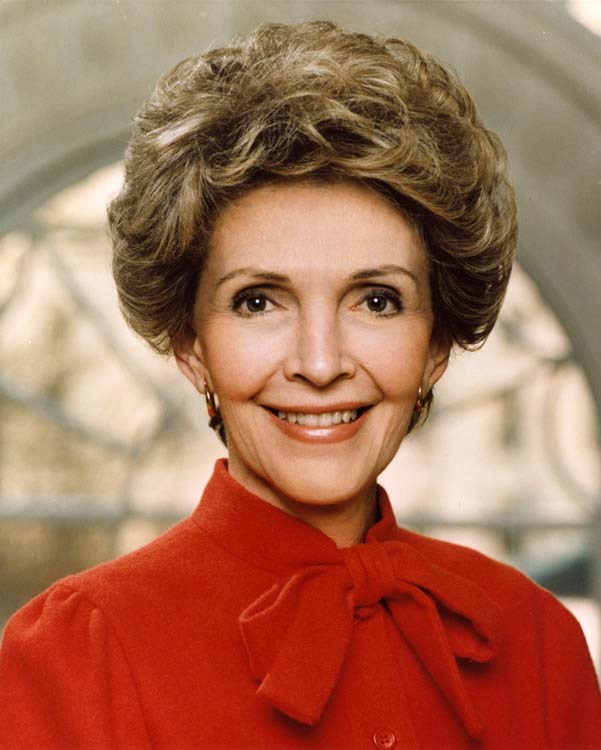
Nancy Reagan
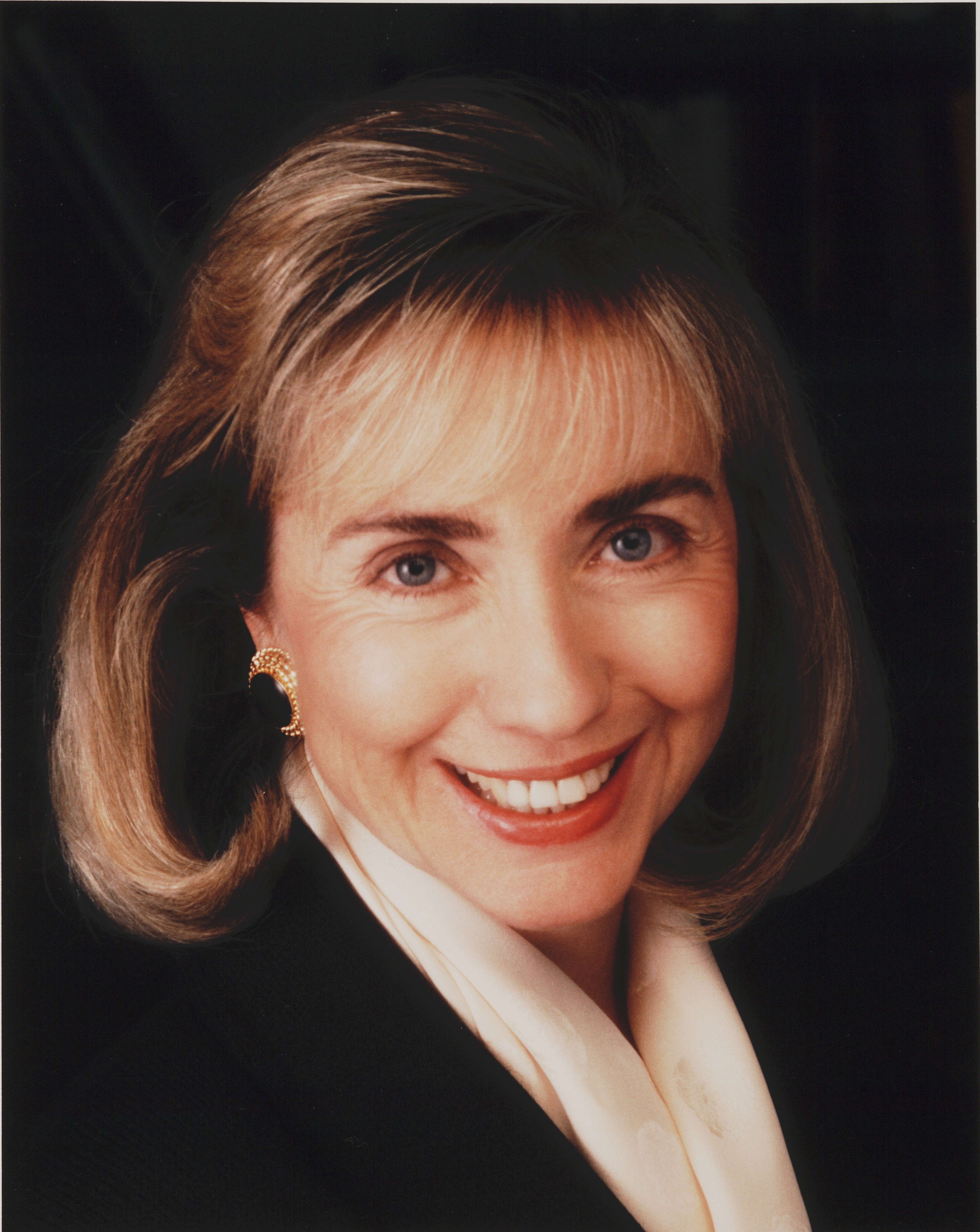
Hillary Clinton
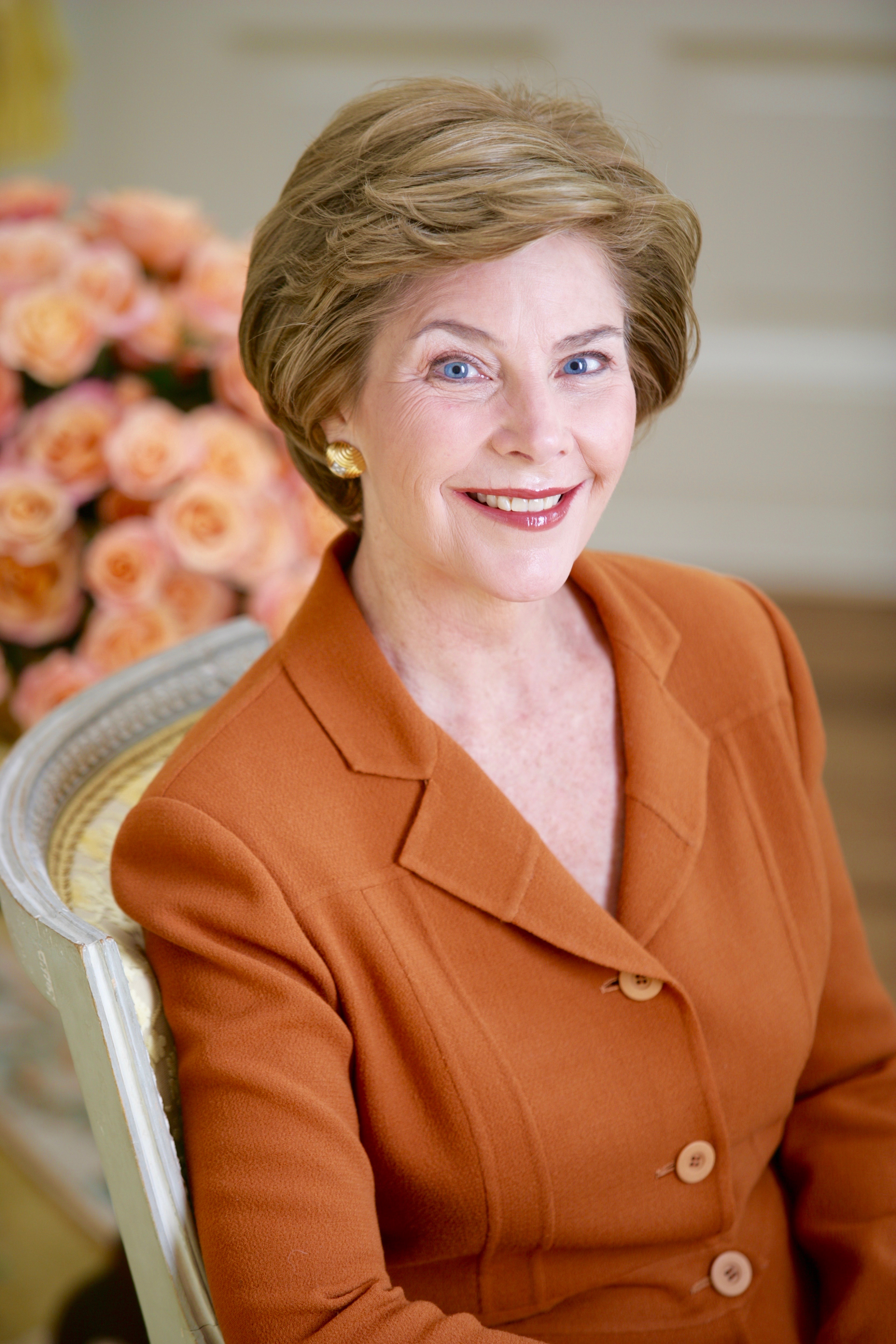
Laura Bush
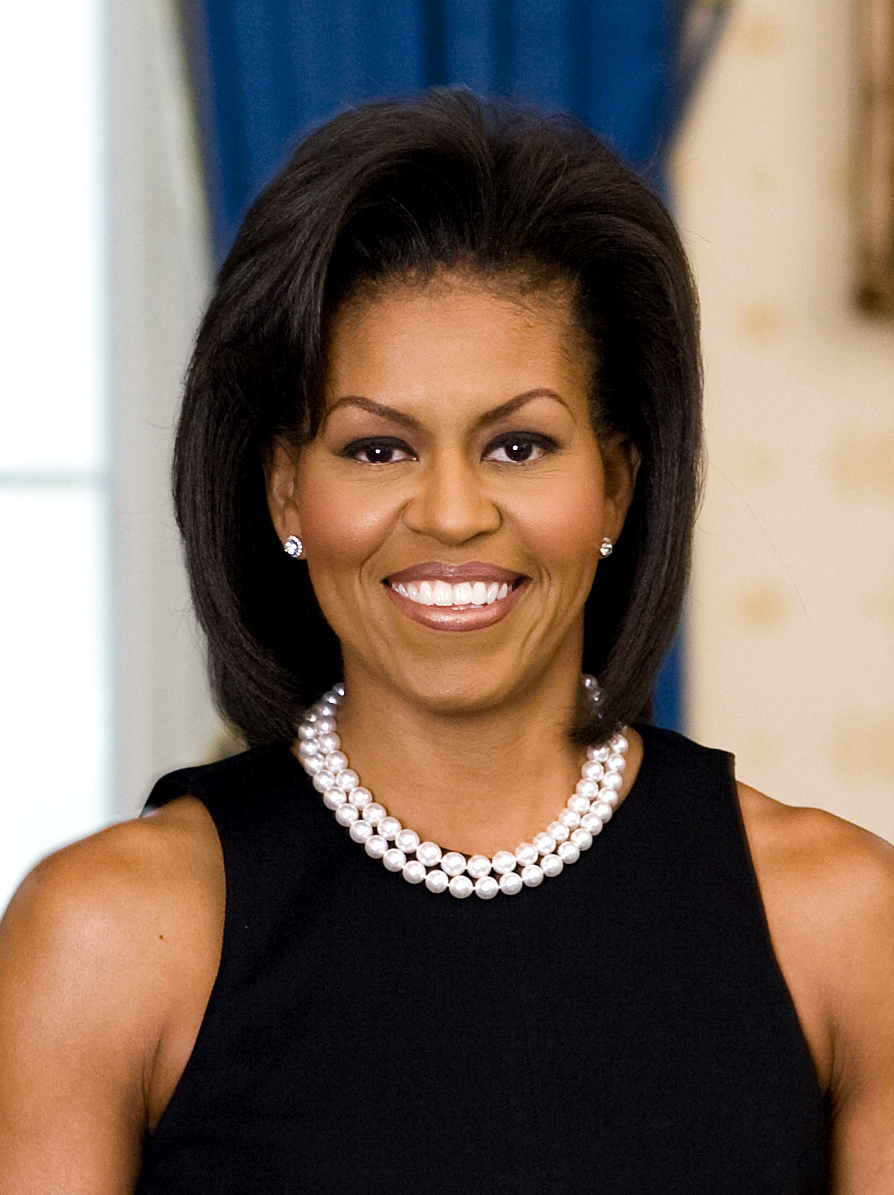
Michelle Obama
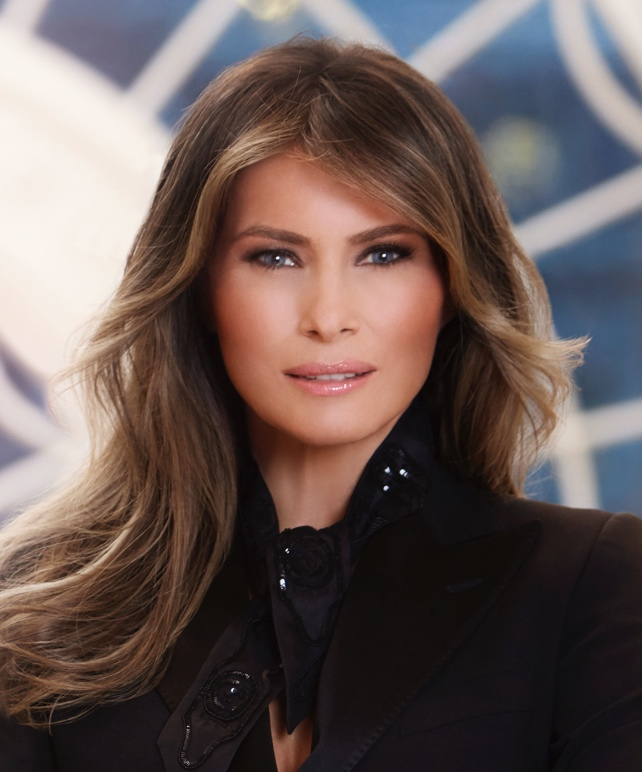
Melania Trump
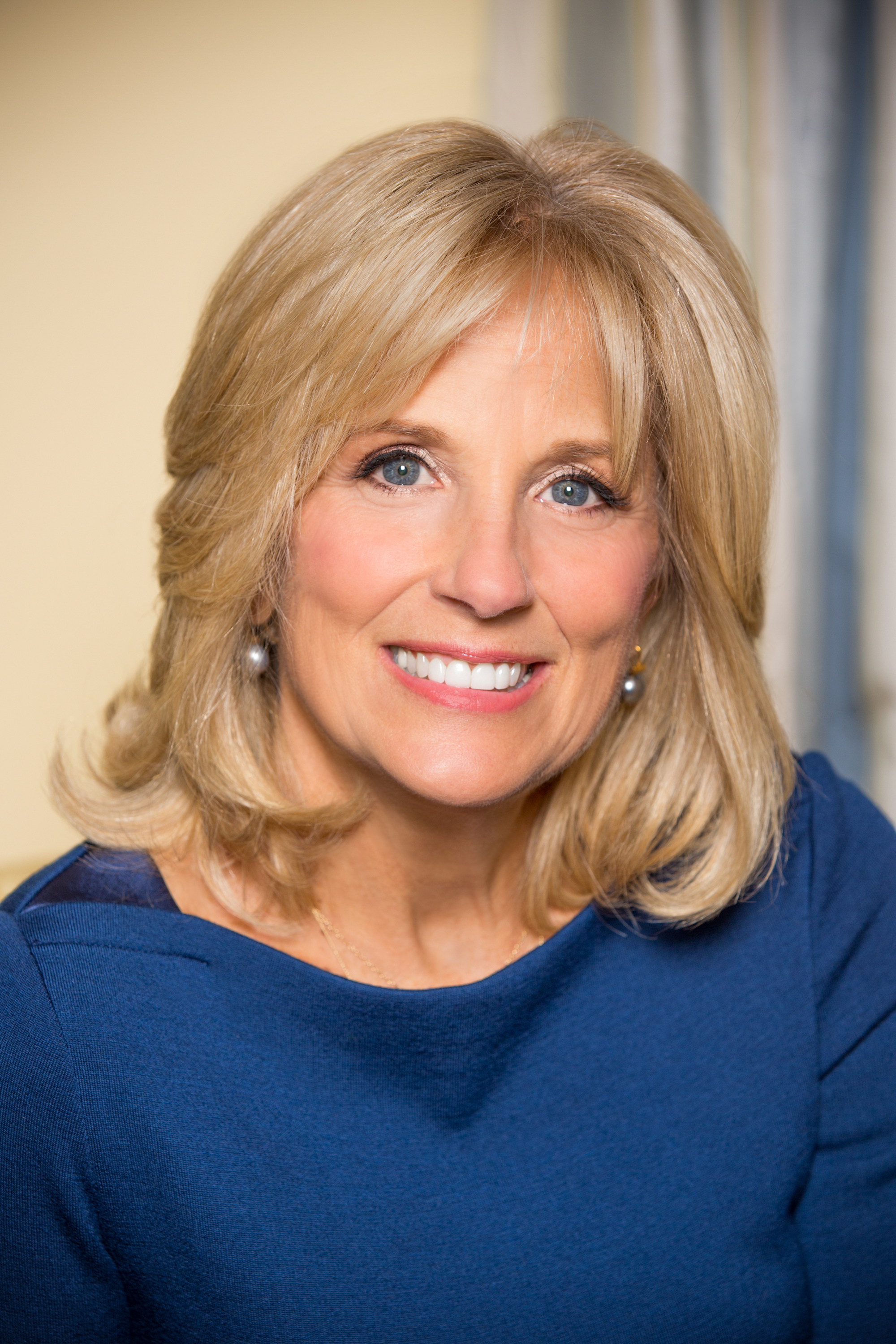
Jill Biden

### France

#### Sous laIVeRépublique
- Michelle Auriol, épouse de Vincent Auriol, président de la République française de 1947 à 1954
- Germaine Coty, épouse de René Coty, président de la République française de 1954 à 1958, elle meurt en novembre 1955

#### Sous laVeRépublique
- Yvonne de Gaulle, épouse de Charles de Gaulle, président de la République française de 1959 à 1969
- Claude Pompidou, épouse de Georges Pompidou, président de la République française de 1969 à 1974. Elle introduit, avec le soutien de son mari[49], l'art moderne et contemporain au palais de l'Élysée. Elle fut également impliquée[49] de projet pour le Centre national d'art et de culture Georges-Pompidou à Paris.
- Anne-Aymone Giscard d'Estaing, épouse de Valéry Giscard d'Estaing, président de la République française de 1974 à 1981, elle fut l'unique Première dame[50] (en 2012) à avoir présenté directement ses vœux lors des vœux présidentiels du 31 décembre, en 1976.
- Danielle Mitterrand, épouse de François Mitterrand, président de la République française de 1981 à 1995.
- Bernadette Chirac, épouse de Jacques Chirac, président de la République française de 1995 à 2007, elle s'engagea[51] en faveur des adolescents en difficulté (Maison de Solenn Poivre d'Arvor). Leur fille Claude Chirac fut également une conseillère en communication influente[52] de son père et rémunérée à ce titre.
- Cécilia Attias-Sarkozy, épouse de Nicolas Sarkozy, président de la République de 2007 à 2012, elle est en 2012 l'unique Première dame française à avoir divorcé au cours du mandat de son époux[53] ; Nicolas et Cécilia Sarkozy avaient, en effet, divorcé en octobre 2007.
- Carla Bruni-Sarkozy, épouse de Nicolas Sarkozy, président de la République de 2007 à 2012, mannequin et chanteuse[54]. Le 2 février 2008, elle épouse le président de la République au palais de l'Élysée.
- Valérie Trierweiler, compagne de François Hollande, président de la République de 2012 à 2017. Bien que non mariée, il s'agit d'une concubine usuellement considérée comme une Première dame, le président Hollande ne s'est jamais marié ni pacsé, par conviction[55]. Ils se séparent en 2014.
- Brigitte Macron, épouse d'Emmanuel Macron, président de la République française depuis 2017, professeure de lettres, maîtrise ès lettres et CAPES de lettres classiques.

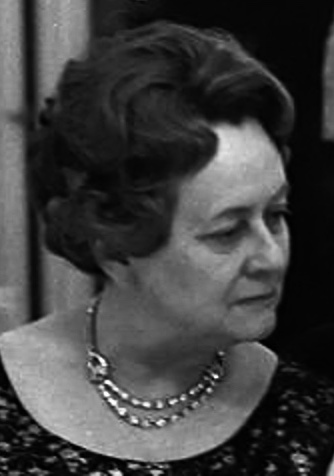
Yvonne de Gaulle
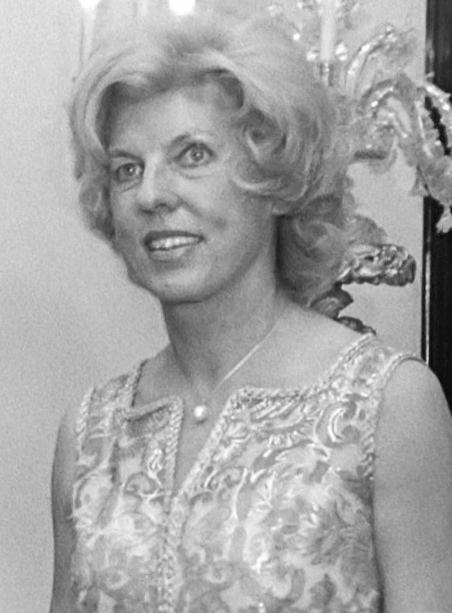
Claude Pompidou
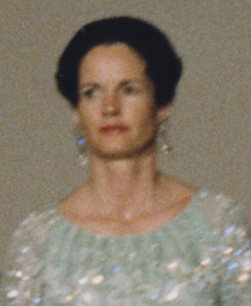
Anne-Aymone Giscard d'Estaing
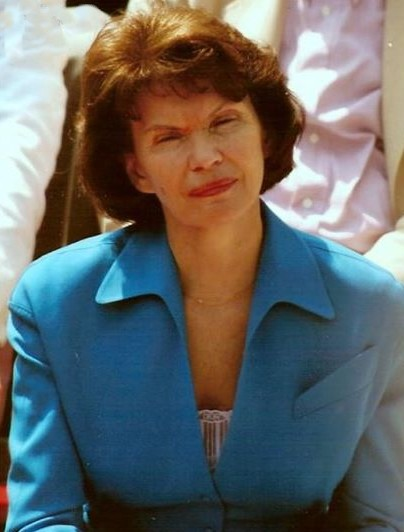
Danielle Mitterrand
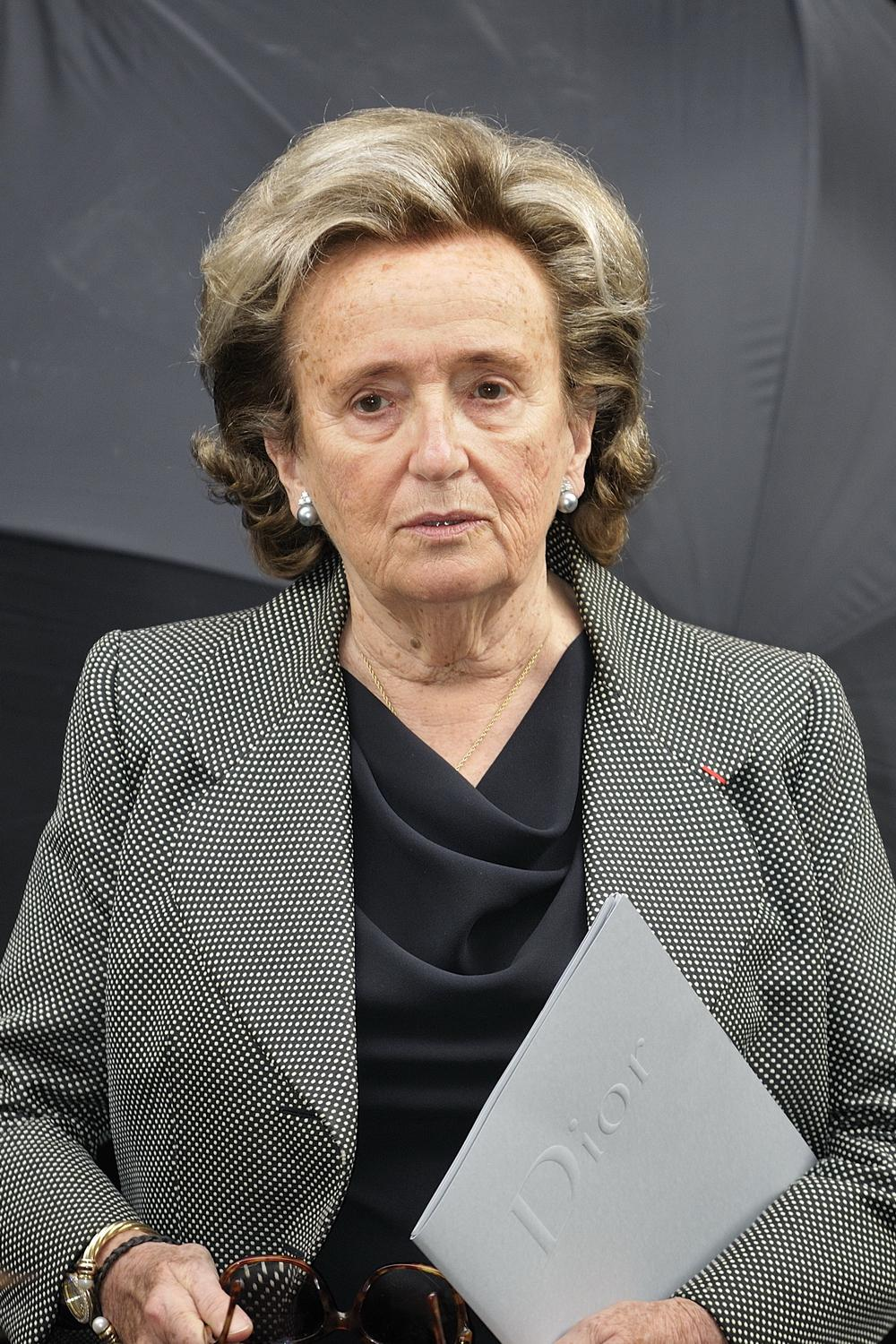
Bernadette Chirac
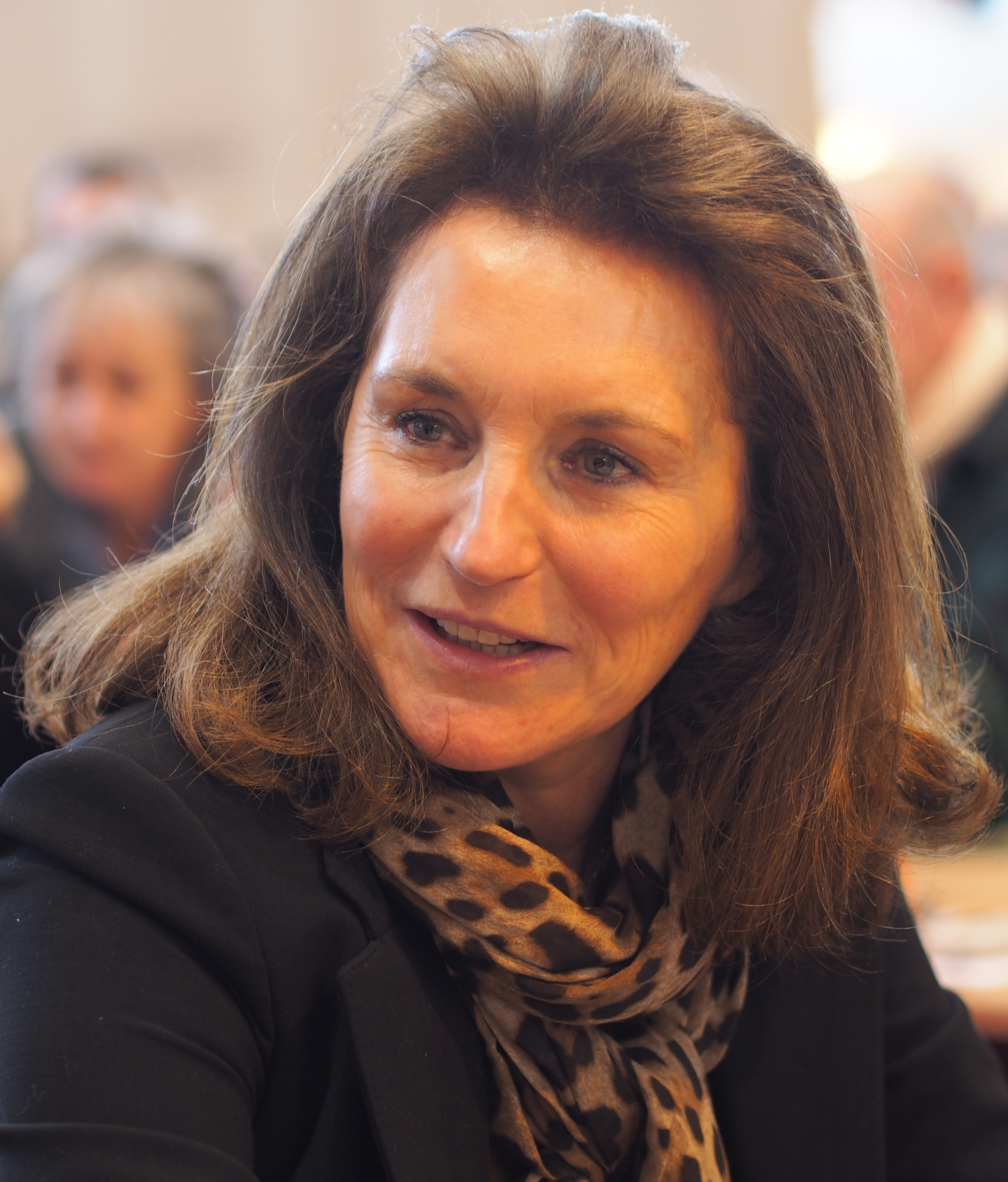
Cécilia Sarkozy
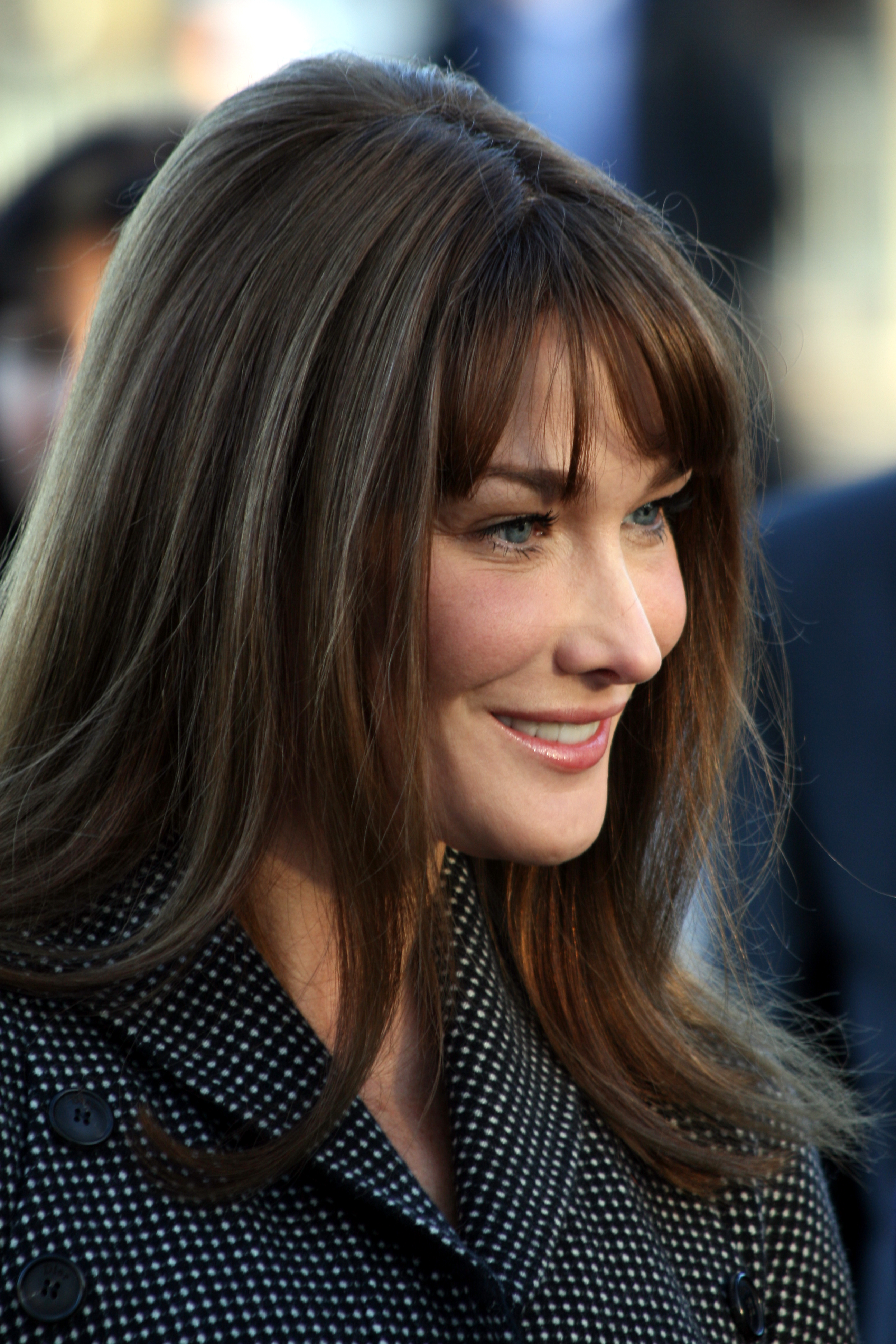
Carla Bruni-Sarkozy
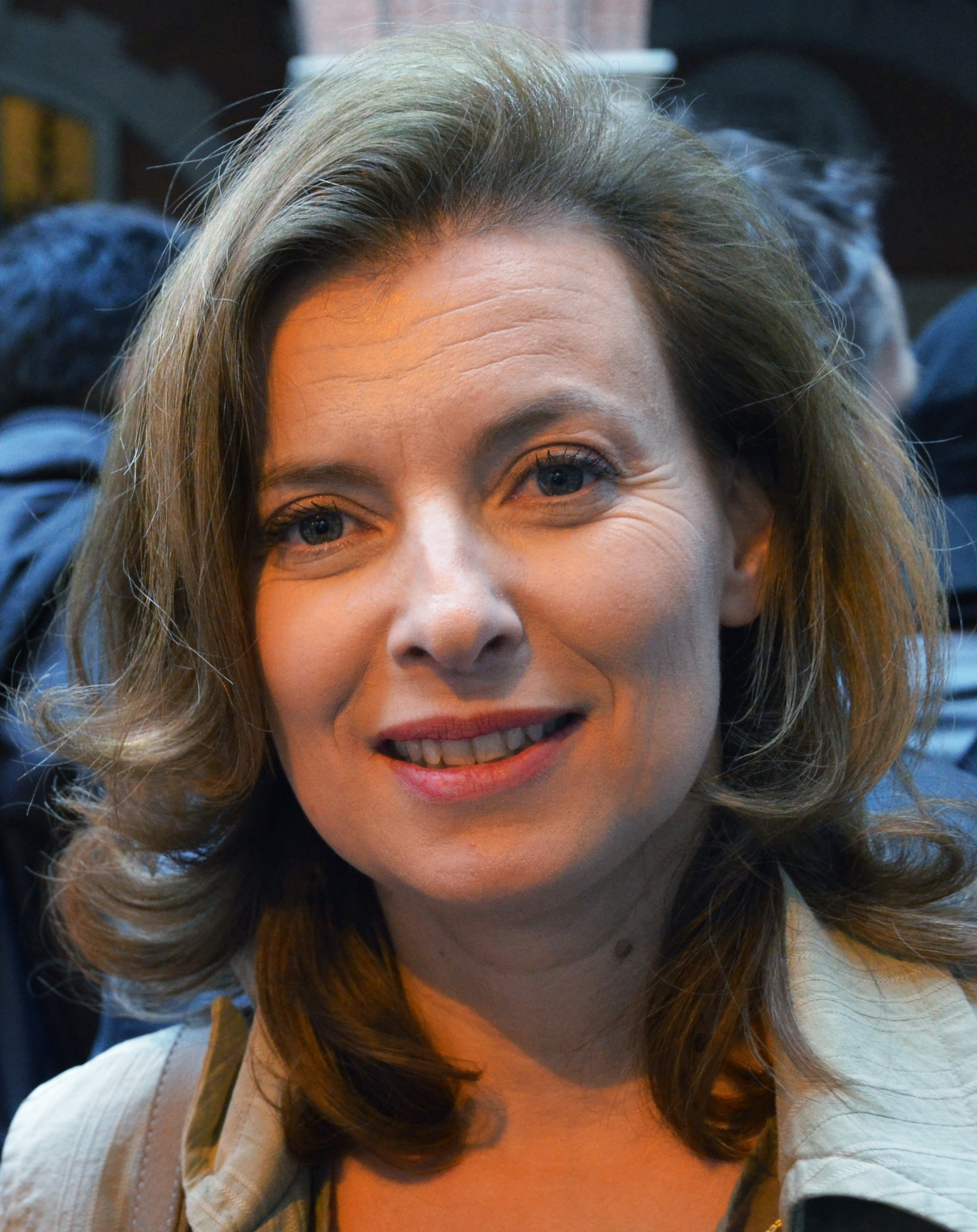
Valérie Trierweiler
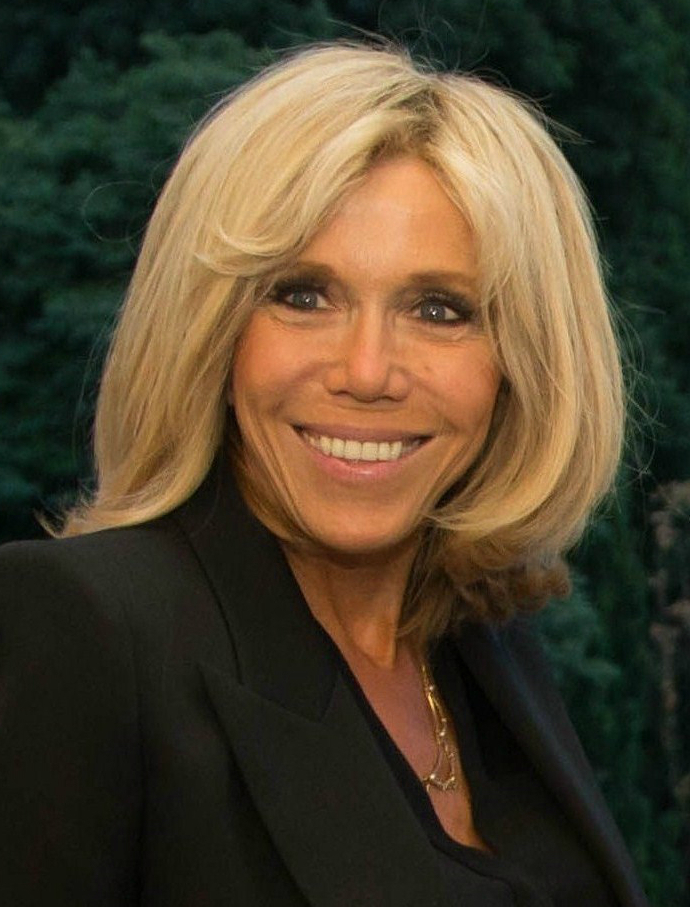
Brigitte Macron

### Gabon
- Patience Dabany, épouse du président Omar Bongo[56]. Première dame entre 1967 et 1990[56].
- Édith Bongo, épouse du président Omar Bongo[57]. Première dame entre 1990 et 2009[57].
- Sylvia Bongo Ondimba, épouse du président Ali Bongo[58]. Première dame de 2009 à 2023[59].

### Guatemala
- Sandra Torres, ancienne épouse du président Alvaro Colom Caballeros. Première dame entre 2008 et 2011, elle est candidate à la présidence de la République en 2015 et 2019.

### Guinée
- Lauriane Darboux-Doumbouya, épouse de Mamadi Doumbouya, chef de l'État depuis 2021.

### Honduras
- Xiomara Castro, épouse du président Manuel Zelaya. Première dame entre 2006 et 2009.

### Italie
- Carla Voltolina, épouse de Sandro Pertini, président de la République italienne de 1978 à 1985[60],[61]
- Franca Pilla, épouse de Carlo Azeglio Ciampi, président de la République italienne de 1999 à 2006[61].

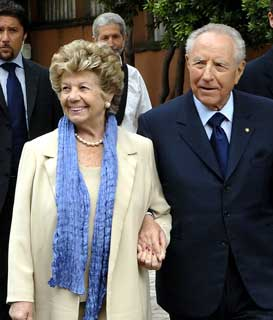
Franca Pilla

### Jordanie
- Rania de Jordanie, épouse du roi Abdallah.

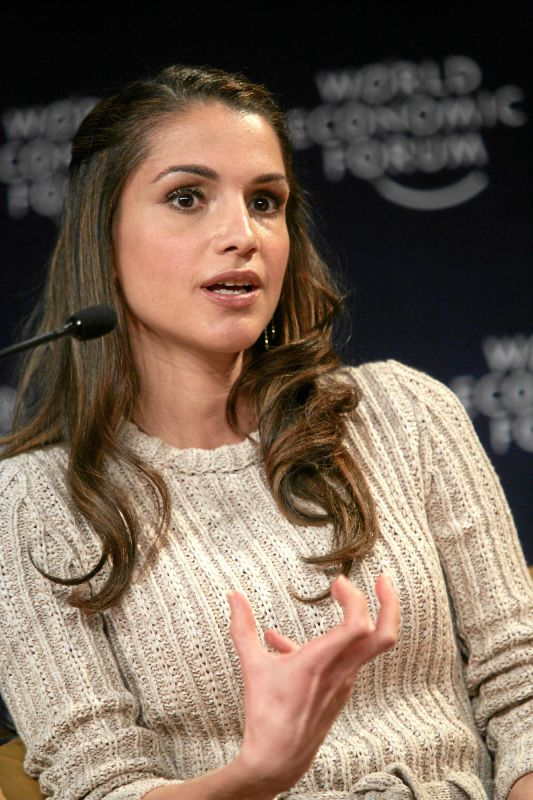
Rania de Jordanie

### Kenya
- Margaret Kenyatta, épouse du président Uhuru Kenyatta, Première dame de 2013 à 2022
- Rachel Ruto, épouse de William Ruto, Première dame depuis 2022.

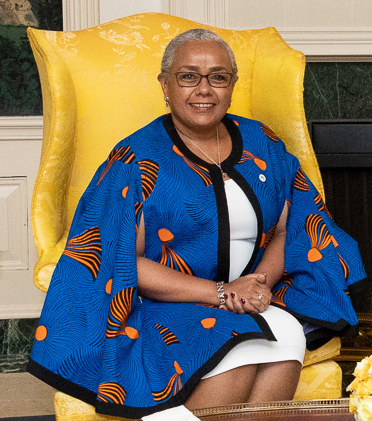
Margaret Kenyatta
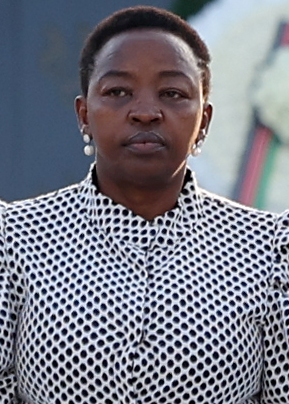
Rachel Ruto

### Libye
- Safia Farkash, épouse du président Mouammar Kadhafi, 1971-2011[62]

### Madagascar
- Justine Tsiranana, épouse de Philibert Tsiranana, président de la République malgache de 1958 à 1972.
- Marcelle Larguier, épouse de Gabriel Ramanantsoa, président de la République malgache de 1972 à 1975.
- Thérèse Ratsimandrava, épouse de Richard Ratsimandrava, président de la République malgache du 5 février à 11 février 1975.
- Thérèse Zafimahova, épouse de Albert Zafy, président de la République malgache de 1991 à 1996.
- Céline Ratsiraka, épouse de Didier Ratsiraka, président de la République malgache de 1975 à 1991 puis de 1997 à 2002.
- Lalao Ravalomanana, épouse de Marc Ravalomanana, président de la République malgache de 2002 à 2009.
- Voahangy Rajaonarimampianina, épouse de Hery Rajaonarimampianina, président de la République malgache de 2014 à 2018.
- Mialy Razakandisa, épouse de Andry Rajoelina, président de la Haute autorité de la Transition de 2009 à 2014, puis président de la République malgache depuis 2019.

### Malaisie
- Sultanah Haminah Hamidun, épouse du roi Abdul Halim Muadzam Shah, Première dame de 2011 à 2016[réf. souhaitée].

### Maroc
- Lalla Salma, épouse du roi Mohammed VI[63]

### Namibie
- Penehupifo Pohamba, Première dame de 2005 à 2015, épouse du président Hifikepunye Pohamba

### Niger
Le président Issoufou Mahamadou élu en mars 2011 a deux épouses : Aïssata Issoufou qui est la première épouse et Lalla Malika Issoufou qui est la seconde épouse. Les deux sont Premières dames.

### Philippines
- Imelda Marcos (1976-1986)[réf. souhaitée]

### Pologne
- Maria Kaczyńska, épouse de Lech Kaczynski, elle est décédée avec lui[64] lors du crash de l'avion présidentiel à Smolensk, en avril 2010
- Anna Komorowska, épouse de Bronislaw Komorowski, président de la république de Pologne de 2010 à 2015[65]
- Agata Kornhauser-Duda, épouse d'Andrzej Duda, président de la république de Pologne de 2015 à 2025[réf. souhaitée]

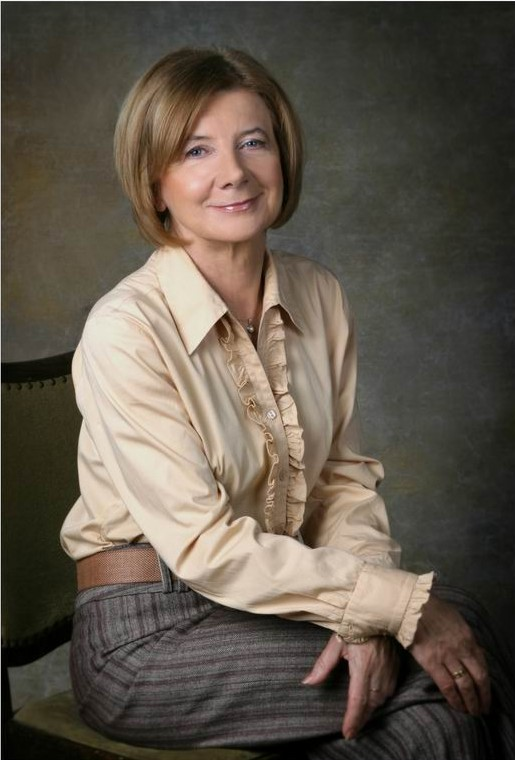
Maria Kaczyńska
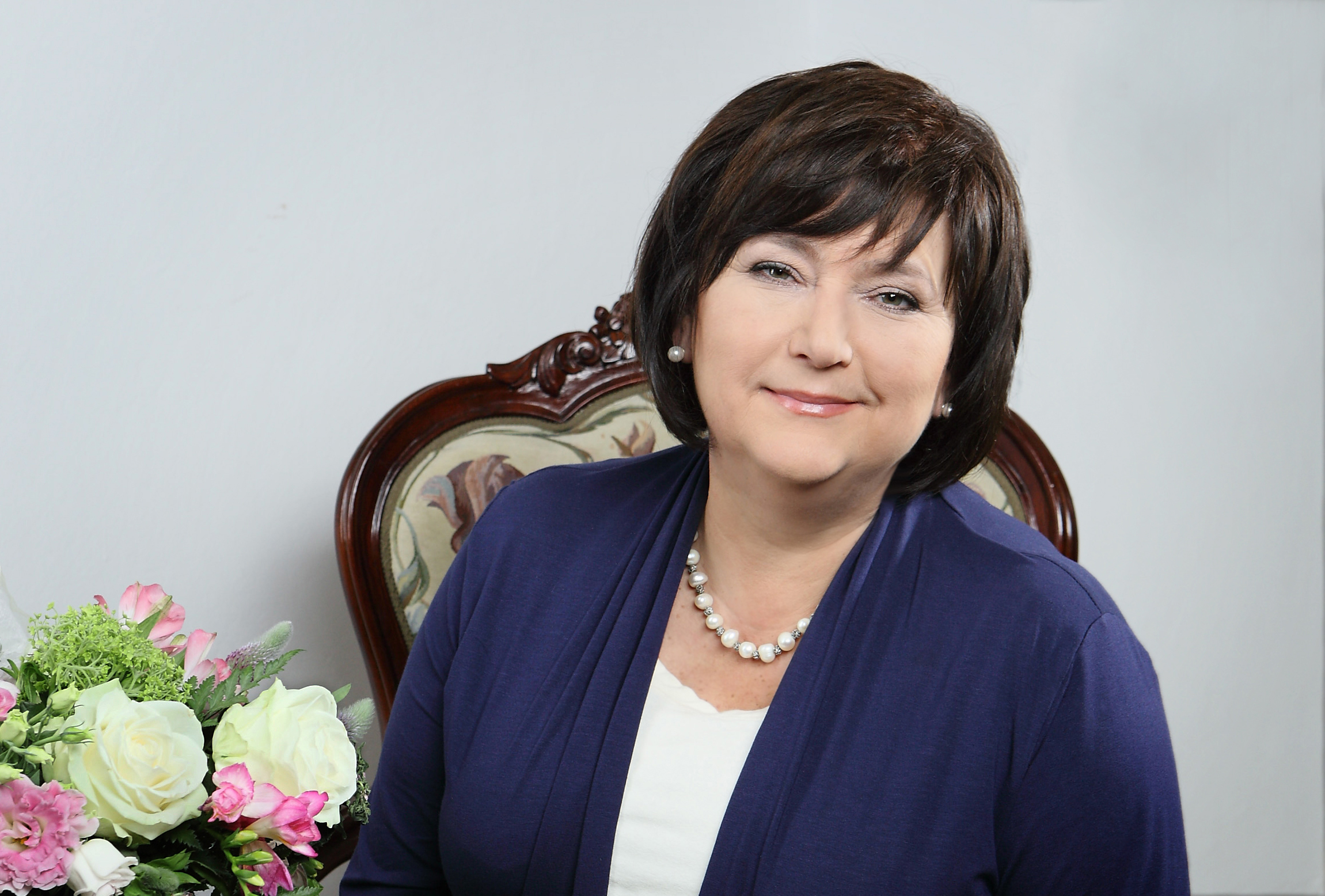
Anna Komorowska
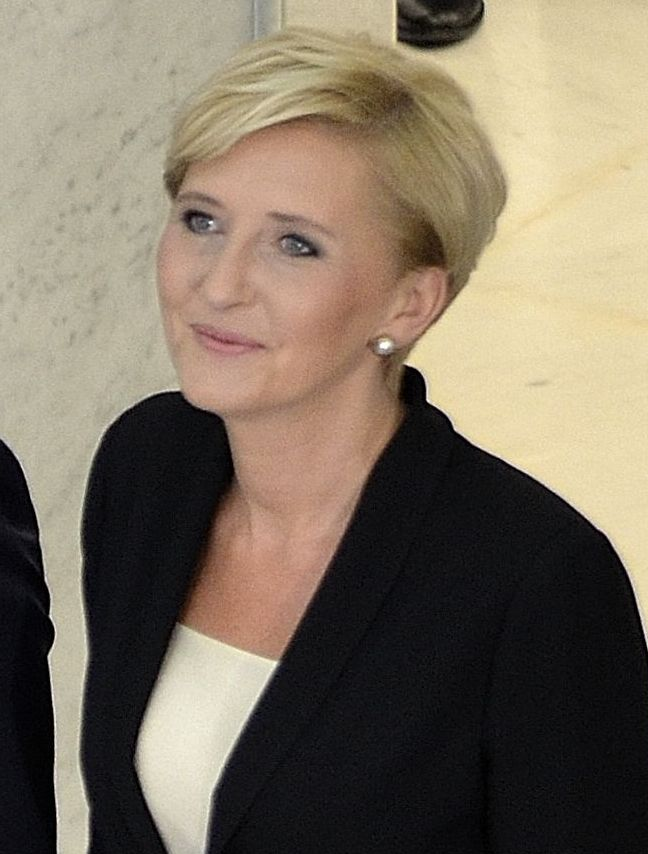
Agata Kornhauser-Duda

### Portugal
- Maria Barroso (1925-2015), épouse de Mário Soares, président de la République portugaise de 1986 à 1996[66].

### Qatar
- Moza bint Nasser Al Missned, épouse de Hamad ben Khalifa Al Thani, émir du Qatar entre le 27 juin 1995 et le 25 juin 2013[réf. souhaitée].

### République démocratique du Congo
- Hortense Ngoma Massunda, épouse de Joseph Kasa-Vubu, premier président de république démocratique du Congo de 1960 à 1965
- Olive Lembe di Sita, épouse de Joseph Kabila, président de la république démocratique du Congo de 2001 à 2019[réf. souhaitée]
- Denise Nyakeru Tshisekedi, épouse de Félix Tshisekedi, président de la république démocratique du Congo depuis 2019[67]

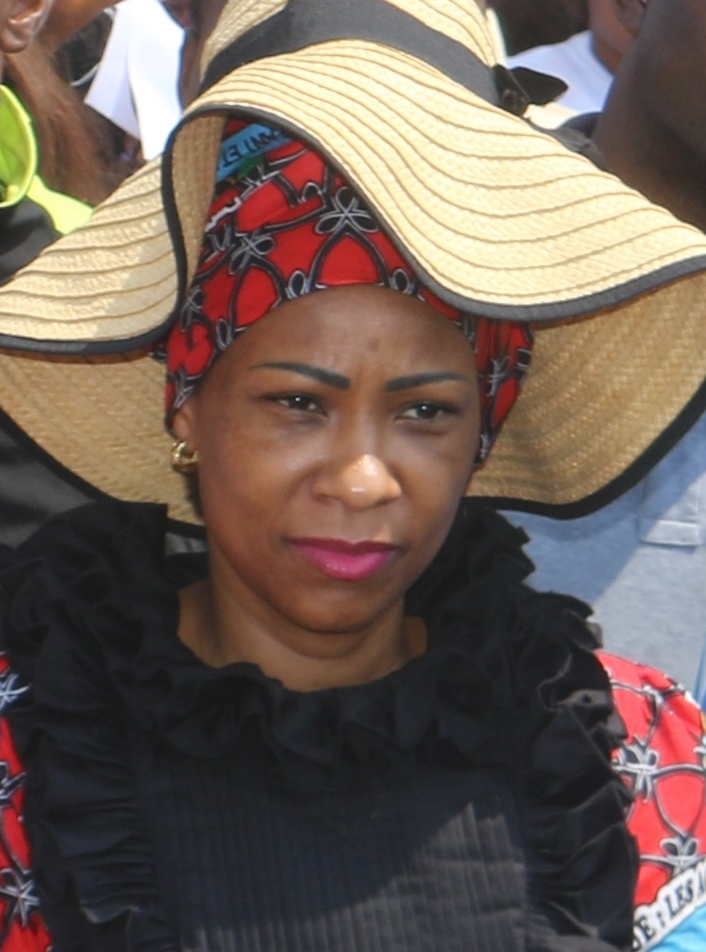
OLive Lembe Kabila
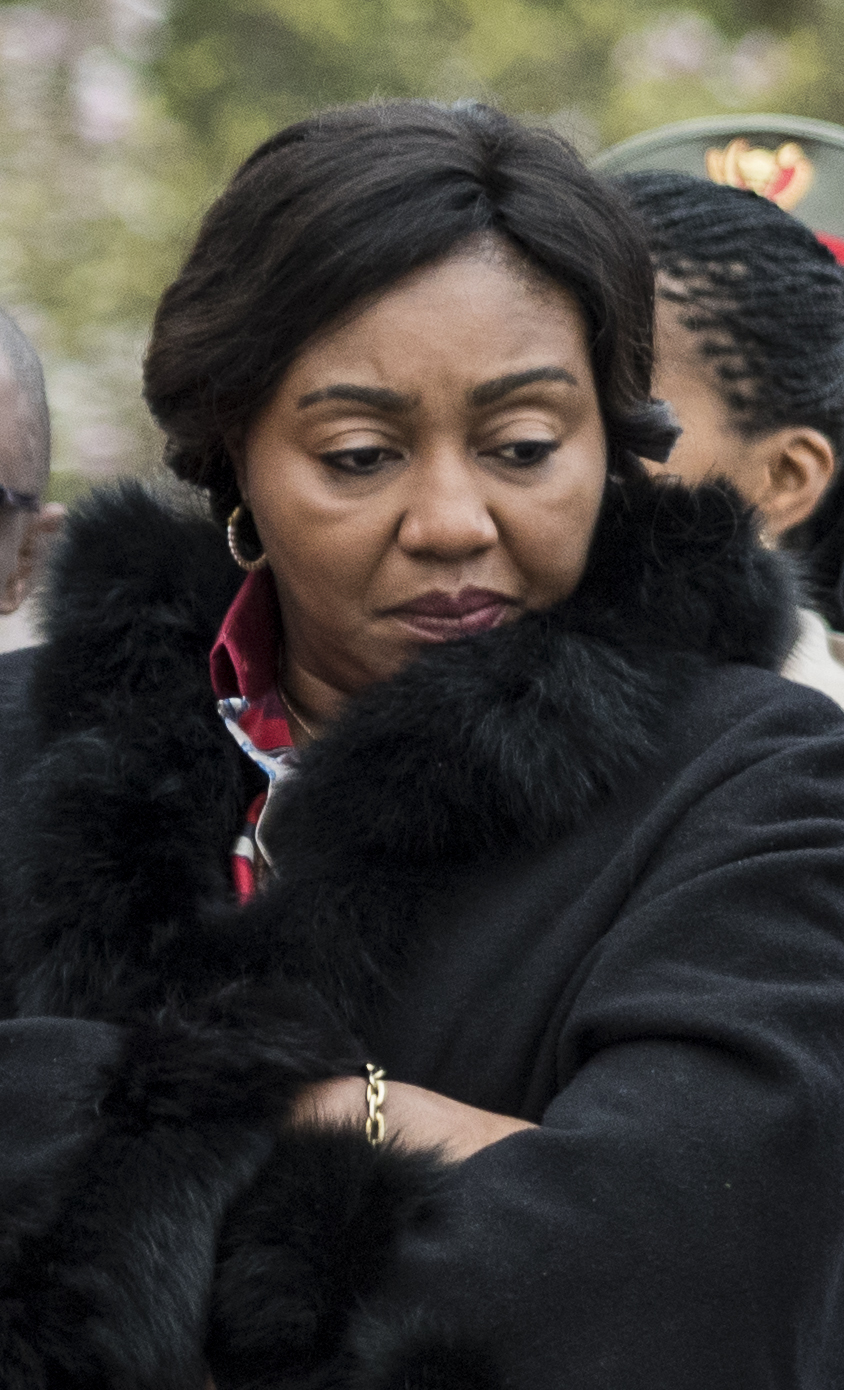
Denise Nyakeru Tshisekedi

### République tchèque
- Dagmar Havlová, épouse de Václav Havel, président de la République de 1993 à 2003[68].
- Livia Klausová, épouse de Václav Klaus, président de la République de 2003 à 2013[réf. souhaitée].
- Ivana Zemanová, épouse de Miloš Zeman, président de la République de 2013 à 2023
- Eva Pavlová, épouse de Petr Pavel, président de la République depuis 2023.

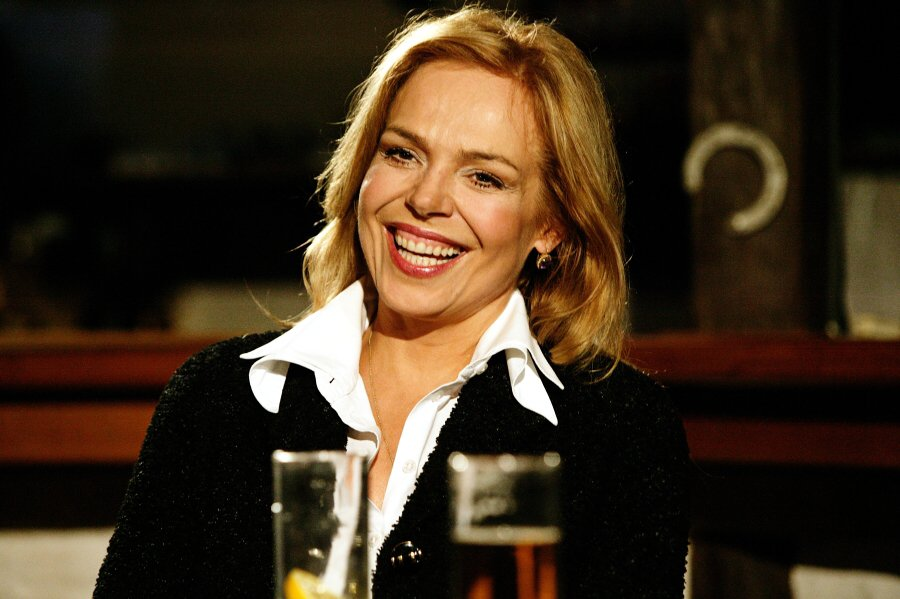
Dagmar Havlová
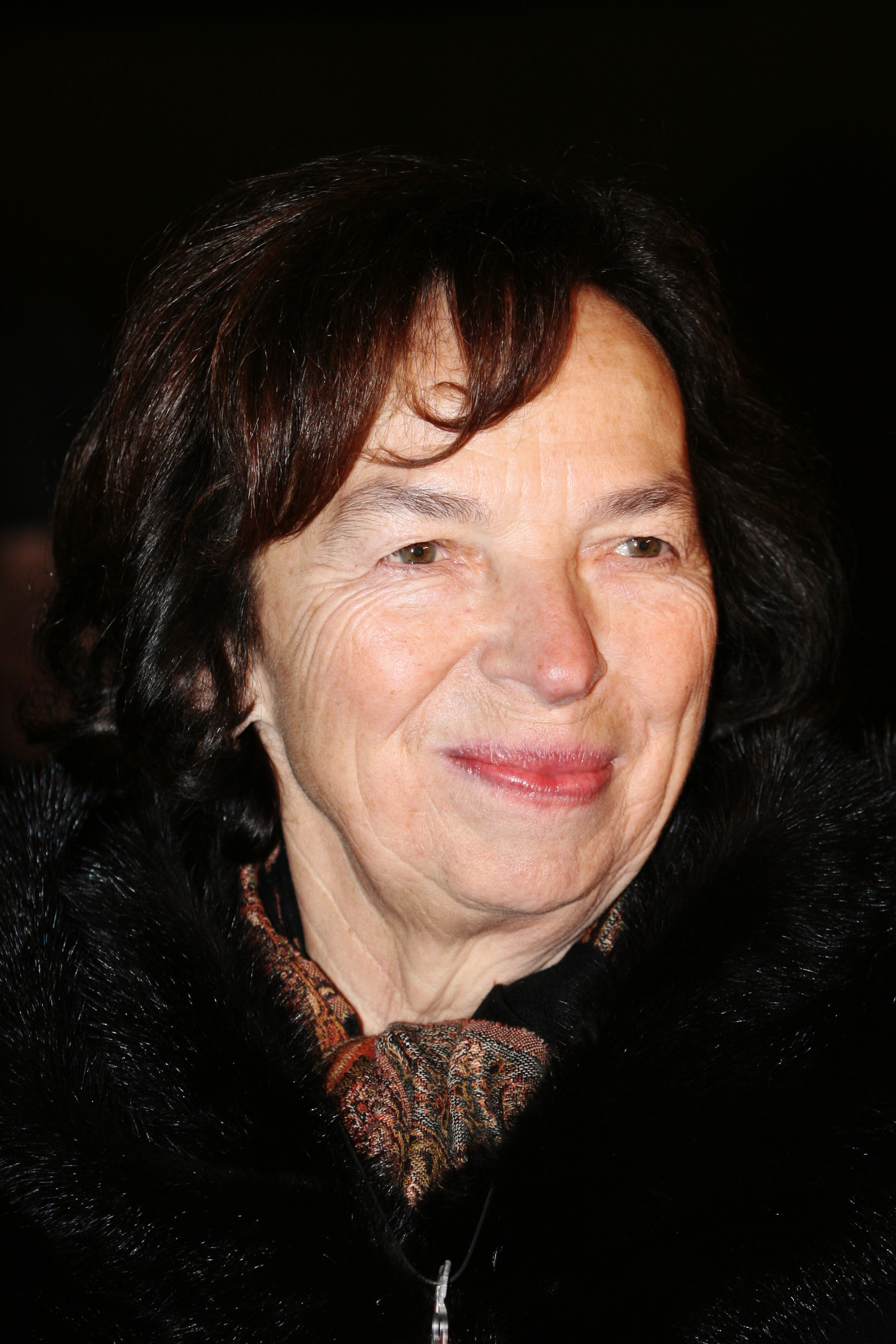
Livia Klausová
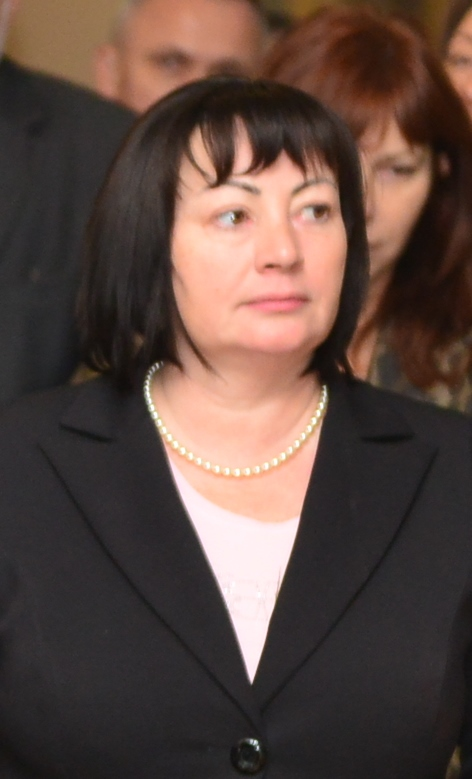
Ivana Zemanová
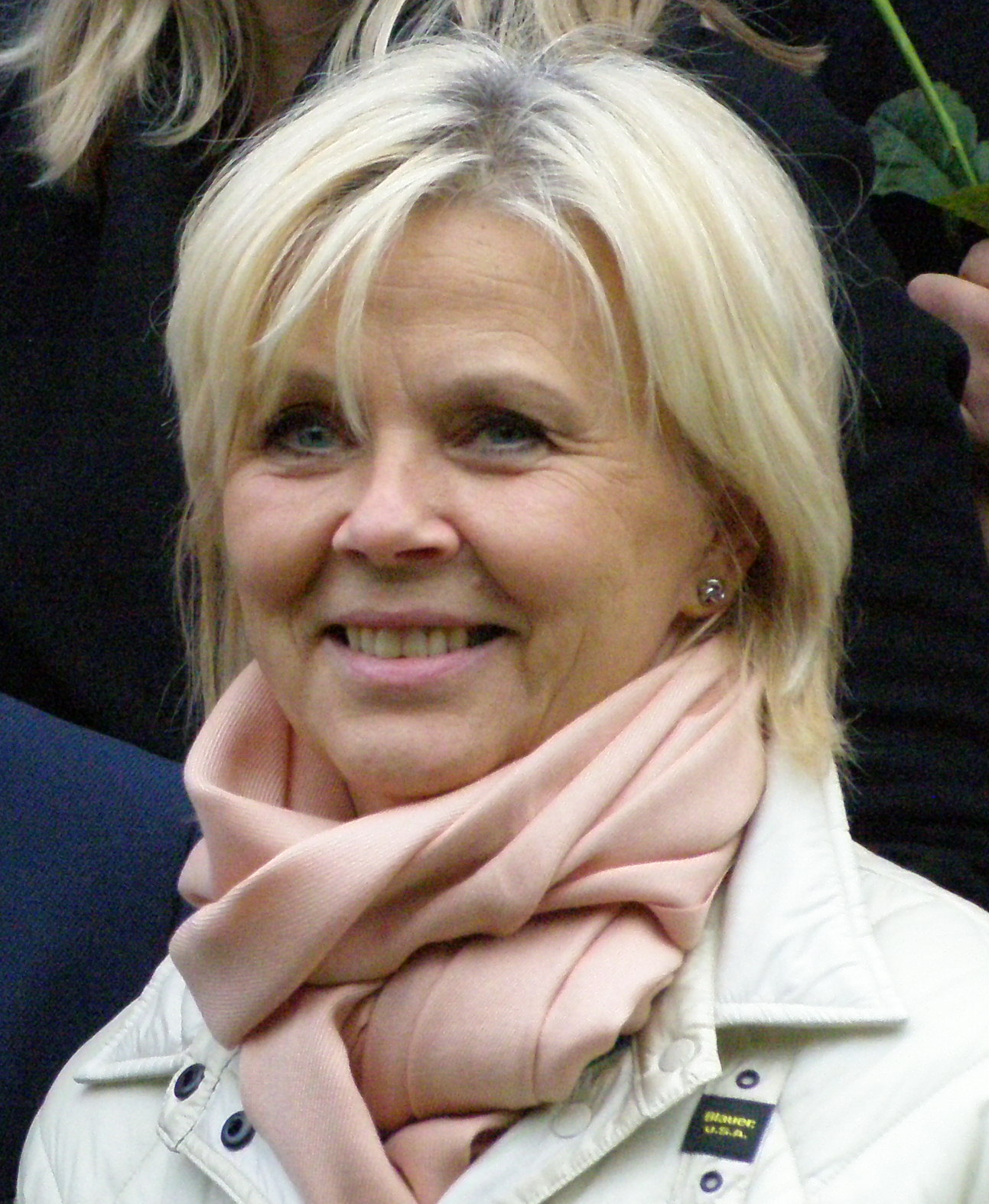
Eva Pavlová

### Royaume-Uni
- Clementine Churchill, épouse de Winston Churchill, Premier ministre de 1940 à 1945 puis de 1951 à 1955
- Violet Attlee, épouse de Clement Attlee, Premier ministre de 1945 à 1951
- Clarissa Eden, épouse d'Anthony Eden, Premier ministre de 1955 à 1957
- Dorothy Macmillan, épouse d'Harold Macmillan, Premier ministre de 1957 à 1963
- Elizabeth Douglas-Home, épouse d'Alec Douglas-Home, Premier ministre de 1963 à 1964
- Mary Wilson, épouse d'Harold Wilson, Premier ministre de 1964 à 1970 puis de 1974 à 1976
- Audrey Callaghan, épouse de James Callaghan, Premier ministre de 1976 à 1979
- Denis Thatcher, époux de Margaret Thatcher, Première ministre de 1979 à 1990
- Norma Major, épouse de John Major, Premier ministre de 1990 à 1997
- Cherie Blair, épouse de Tony Blair, Premier ministre de 1997 à 2007
- Sarah Brown, épouse de Gordon Brown, Premier ministre de 2007 à 2010
- Samantha Cameron, épouse de David Cameron, Premier ministre de 2010 à 2016
- Philip May, époux de Theresa May, Première ministre de 2016 à 2019
- Carrie Symonds, épouse de Boris Johnson, Premier ministre de 2019 à 2022
- Hugh O'Leary, époux de Liz Truss, Première ministre en 2022
- Akshata Murty, épouse de Rishi Sunak, Premier ministre de 2022 à 2024
- Victoria Starmer, épouse de Keir Starmer, Premier ministre depuis 2024

### Roumanie
- Elena Ceaușescu, épouse de Nicolae Ceaușescu, chef d’État de la Roumanie de 1967 à 1989[69].

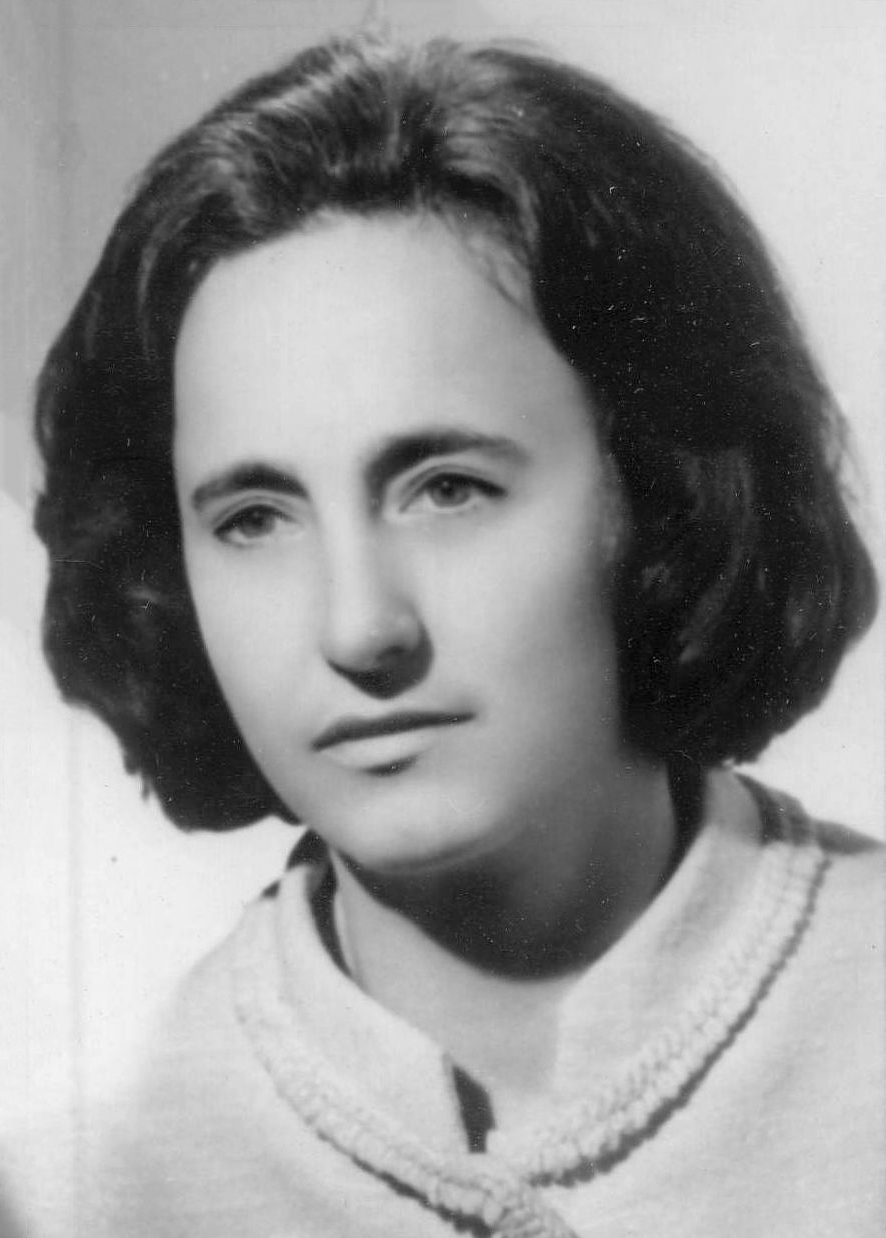
Elena Ceaușescu

### Russie
- Lioudmila Poutina, épouse de Vladimir Poutine, président de la fédération de Russie de 2000 à 2008 puis depuis 2012 ; le couple Poutine annonce avoir divorcé en juin 2013[70].
- Svetlana Medvedeva, épouse de Dmitri Medvedev, président de la fédération de Russie de 2008 à 2012[71].

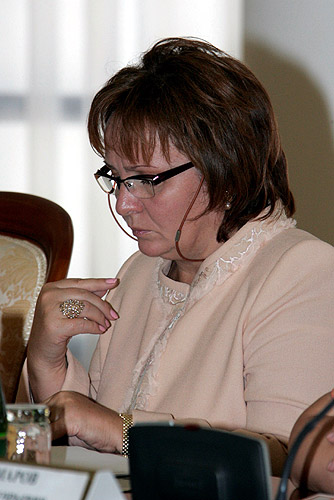
Lioudmila Poutina
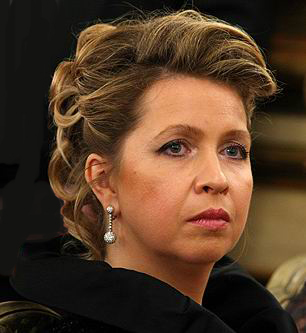
Svetlana Medvedeva

### Sénégal
Depuis le 2 avril 2024, les Premières dame du Sénégal sont Marie Khone Faye et Absa Faye.

#### Union soviétique
- Raïssa Gorbatcheva, épouse de Mikhaïl Gorbatchev, dirigeant l'URSS entre 1985 et 1991[72].

### Rwanda

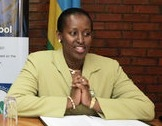
Jeannette Kagame (en février 2008).

- Agathe Habyarimana, épouse de Juvénal Habyarimana, président du Rwanda de 1973 à 1994[réf. souhaitée].
- Jeannette Kagame, épouse de Paul Kagame, président du Rwanda depuis 2000.

### Syrie
- Asma el-Assad, épouse de Bachar el-Assad[73], Première dame de 2000 à 2024
- Latifa el-Charaa, épouse d'Ahmed al-Charaa

### Tchad
- Hinda Déby Itno, quatrième épouse d'Idriss Déby, président de la république du Tchad depuis le 4 décembre 1990

### Tunisie
- Moufida Bourguiba, première épouse du président de la République tunisienne, Habib Bourguiba de 1927 à leur divorce en 1961. Elle est la première à porter le titre de Première dame à partir de 1957 et a joué un rôle important auprès de son mari dans la lutte pour la libération nationale.
- Wassila Bourguiba, seconde épouse de Habib Bourguiba de 1962 à leur divorce en 1986[74]. Connue sous le nom de Majda (la vénérable), elle joue un rôle important dans les rouages du pouvoir.
- Leïla Ben Ali, seconde épouse de Zine el-Abidine Ben Ali depuis 1992. Elle est Première dame jusqu'en 2011. Très médiatisée durant la présidence de son mari, elle est à l'origine d'une généralisation de la corruption dans son pays, qui profite principalement à sa famille.

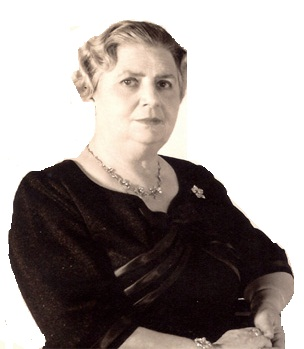
Moufida Bourguiba
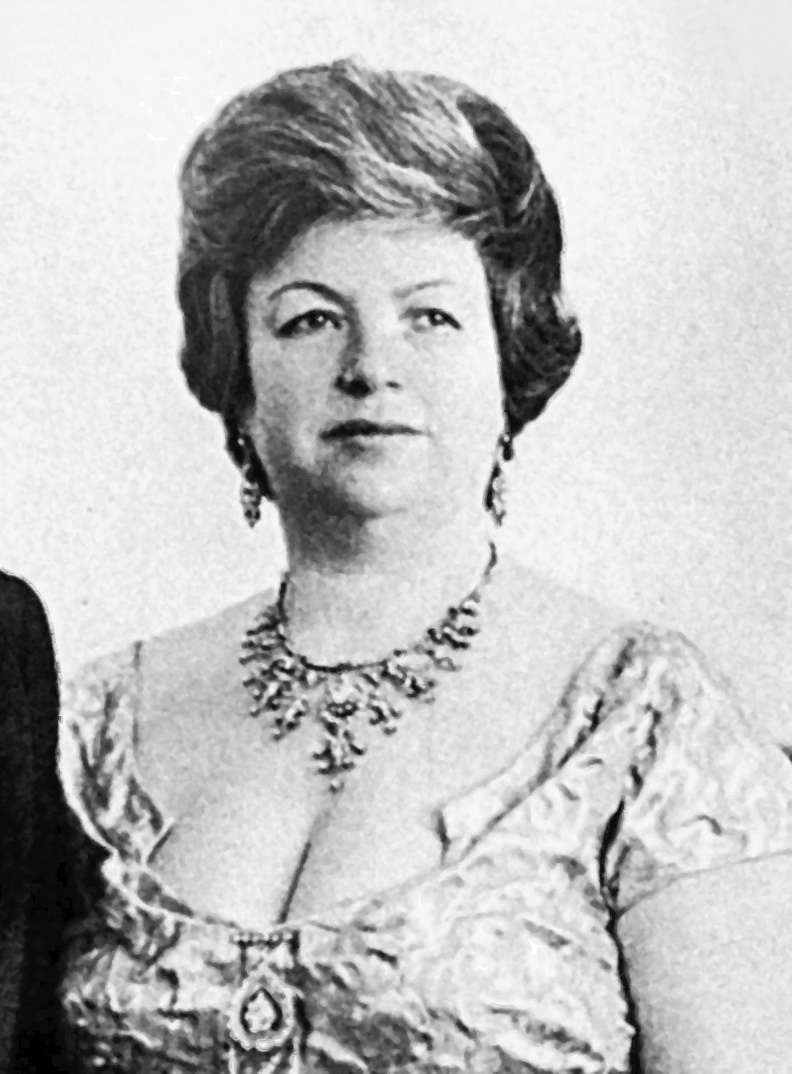
Wassila Bourguiba
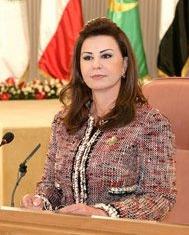
Leïla Ben Ali

### Turquie
La Première dame turque est Emine Erdoğan, épouse de Recep Tayyip Erdoğan.

### Venezuela
Depuis 2013, la Première dame vénézuélienne est Cilia Flores, épouse de Nicolás Maduro.

### Yougoslavie
- Jovanka Broz, épouse de Josip Broz Tito, président de la Yougoslavie entre 1953 et 1980[75].

### Zimbabwe
- Grace Mugabe, épouse de Robert Mugabe, président du Zimbabwe entre 1996 et 2017[76].

## Première dame de fiction
- 1946 : Madame Dolley Madison, jouée par Ginger Rogers, dans le film L'Impératrice magnifique, qui retrace la vie de la Première Dame des États-Unis de 1809 à 1817.
- 1987 : Madame Lara Royce Craig, jouée par Jill Ireland, dans le film Protection Rapprochée, qui met en scène une Première Dame des États-Unis en danger.
- 2011-2012 : Madame Paloma Zamudio de Santander, jouée par Carina Cruz, dans la série Primera Dama, qui met en scène une jeune Première dame de Colombie, dont l'ambition démesurée la mène à sa perte.
- 2014 : Madame Jacqueline Babimbi, jouée par Claudia Tagbo, dans le film Le Crocodile du Botswanga, qui met en scène une Première Dame d'un pays fictif d'Afrique auprès de son dictateur d'époux.